# Biserica fortificată din Feldioara, Brașov

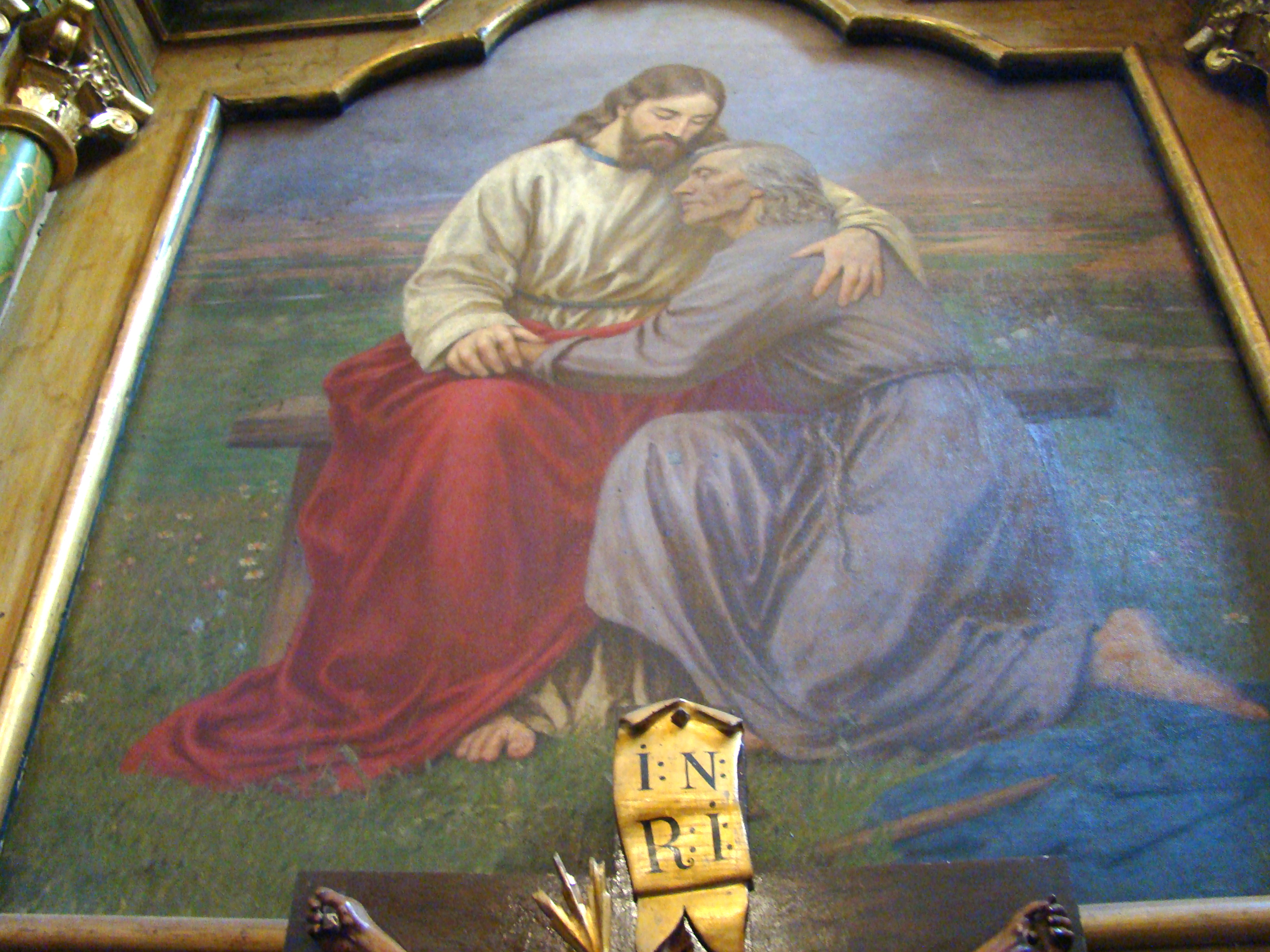
Tabloul central al altarului, operă a pictorului brașovean Friedrich Mieß (1909)

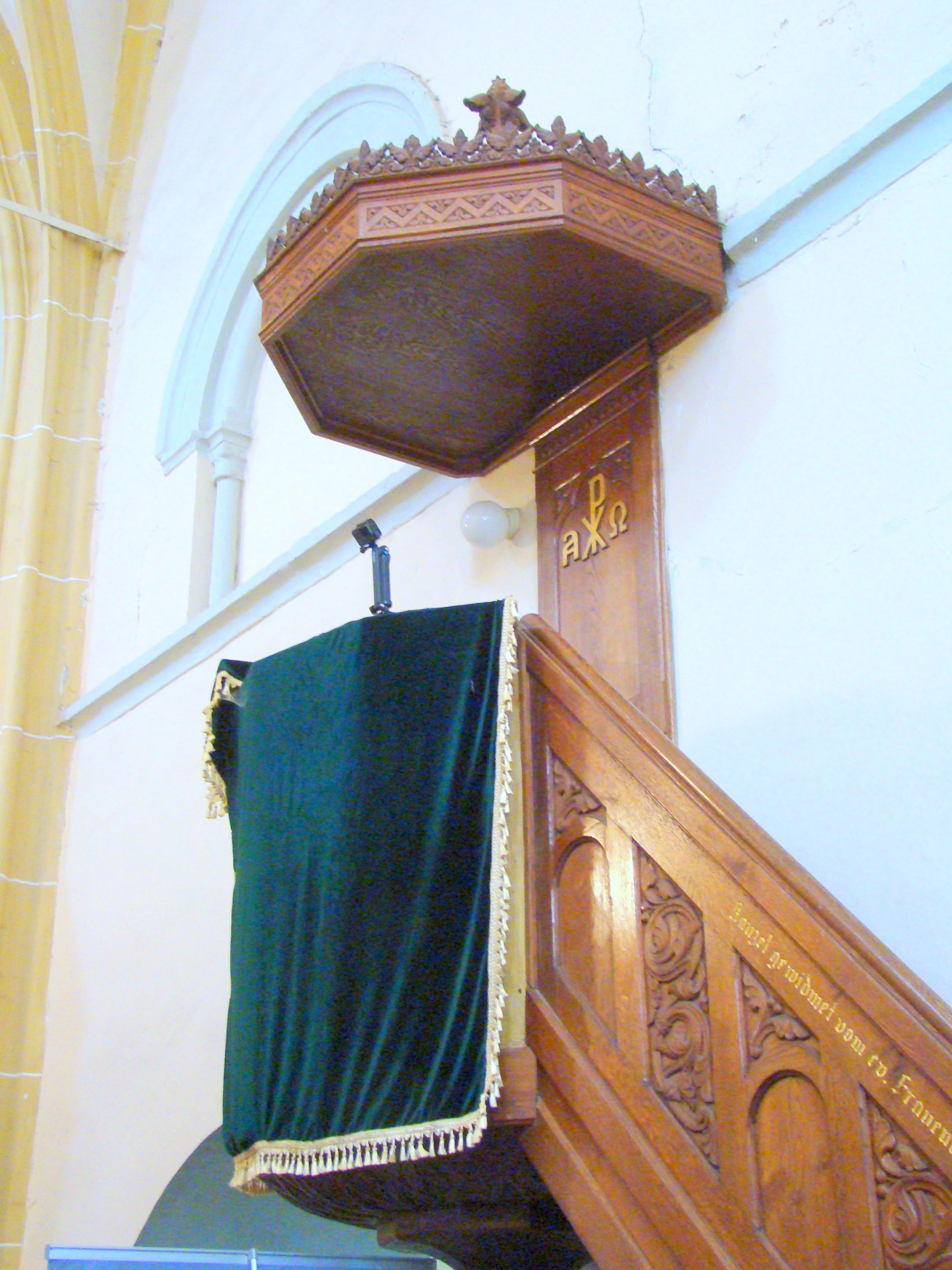
Amvonul

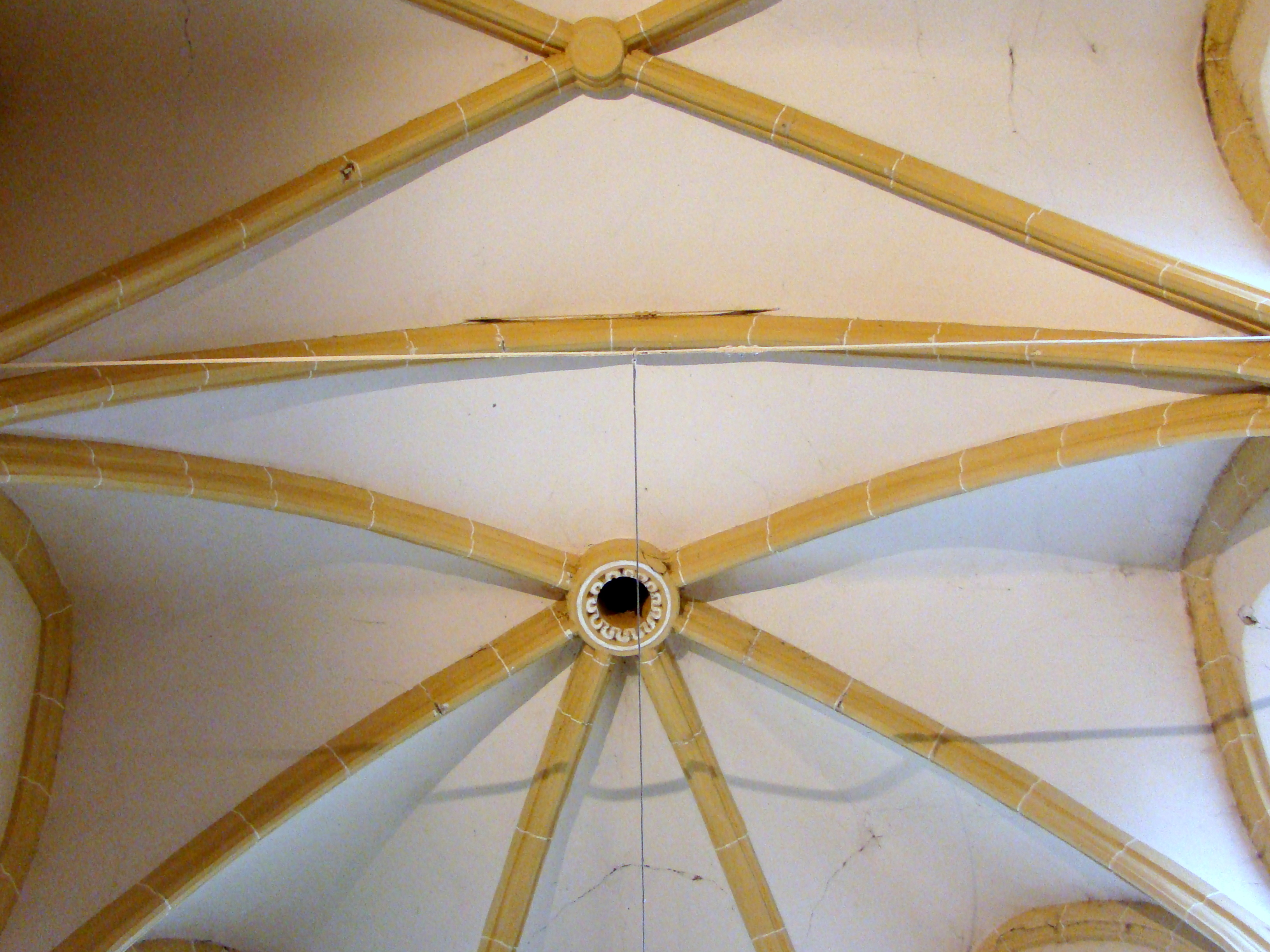
Chei de boltă

Biserica fortificată din Feldioara, comuna Feldioara, județul Brașov, a fost construită în secolul XIII. Ansamblul fortificat este monument istoric, cod LMI BV-II-a-A-11694 și este compus din:
- Biserica evanghelică, cod LMI BV-II-m-A-11694.01, sec. XIII, sec. XV, sec. XVIII
- Zid de incintă, cod LMI BV-II-m-A-11694.02, sec. XIX

## Localitatea
Feldioara (în maghiară Földvár, în traducere Cetatea de Pământ, în germană Marienburg, în traducere "Cetatea Mariei", în latină Castrum Sancte Maria) este o localitate în județul Brașov, Transilvania, România. Este reședința comunei Feldioara.
Face parte din regiunea istorică Țara Bârsei, aflându-se la cca. 500 m deasupra nivelului mării. Numele românesc al localității este derivat din maghiară, Föld-Vár, care înseamnă cetate de pământ. Denumirea germană Marienburg înseamnă cetatea Mariei, cu referire la Fecioara Maria, patroana Ordinului cavalerilor teutoni. Cetatea de la Feldioara este cea mai importantă fortificație ridicată de cavalerii teutoni în Transilvania. 
Localitatea este atestată documentar în anul 1240, sub numele de Castrum Sancte Maria. Evoluția denumirii așezării, atestată de documente, este următoarea: 1370 Castrum Mariae, apoi Villa (1378), oppidum nostrum (regis) 1392, civitas nostra (regis) 1413 civitas, din nou oppidum 1427, 1808 Cetatea de pământ și, din 1854, Feldioara.

## Biserica
Biserica evanghelică este situată în estul localității. Conform tipăriturilor și tradițiilor istorice, sediul principal al Ordinului teutonilor din Țara Bârsei se găsea aici între 1211 - 1225. Biserica este construită în stil gotic, pe temeliile bazilicii de la sfârșitul secolului al XIII-lea. Biserica a fost edificată de către coloniștii sași, imediat după plecarea cavalerilor teutoni din cetatea de pe deal și al căror sediu fortificat se afla aici.
Bolțile inițiale ale celor trei etaje ale clădirii au fost demolate, fapt care a facilitat crearea de deschideri laterale dinspre nava centrală spre navele laterale. Biserica a fost ulterior distrusă de către tătari în 1241 în prima lor incursiune în Țara Bârsei. Urmele vechii biserici au identificate cu ocazia ridicării casei aflate la nr. 75 din sat. Spre sfârșitul secolului al XIII-lea, comunitatea săsească crește o dată cu venirea în localitatea a unui nou val de coloniști. Ca urmare, sătenii construiesc o a doua biserică în jurul anului 1280 în interiorul fortificat al teutonilor. Numele inițial al bisericii a fost Heilig Kreuz Kirche, în traducere Biserica Sfintei Cruci, numele fiind sugerat de forma bisericii de cruce latină, care are axa centrală mai lungă decât cea a brațelor laterale. Ulterior hramul bisericii a fost schimbat, edificiul religios fiind închinat Sfintei Maria. Prima mențiune documentară cu acest hram este datată în anul 1447 într-un document în care se spune că Iancu de Hunedoara a donat bisericii veniturile unei mori de pe râul Homorod.

Biserica a fost renovată adeseori ca urmare a distrugerilor care au afectat-o cu ocazia năvălirilor popoarelor nomade precum și cutremurelor din care se remarcă cel din 1838. Renovările poartă amprenta epocilor în care s-au efectuat, astfel că, deși stilul general este goticul târziu, se mai pot vedea elemente al stilului romanic în care a fost ridicată inițial. Se pot vedea, de asemenea, basoreliefuri decorative, numite Bestiarii, în stil cistercian, ordin monahal de care a aparținut biserica după anul 1240. Altarul prezintă scena vindecării leprosului de către Isus, el fiind realizat în secolul al XIX-lea de către pictorul brașovean Friedrich Mieß. În biserică se mai păstrează o orgă datată în secolul al XIX-lea. De asemenea, aici s-a păstrat biblia lui Luther, scrisă în ediția princeps. Biblia a fost adusă în Feldioara de Johannes Honterus, reformatorul sașilor din Țara Bârsei.

## Imagini din exterior

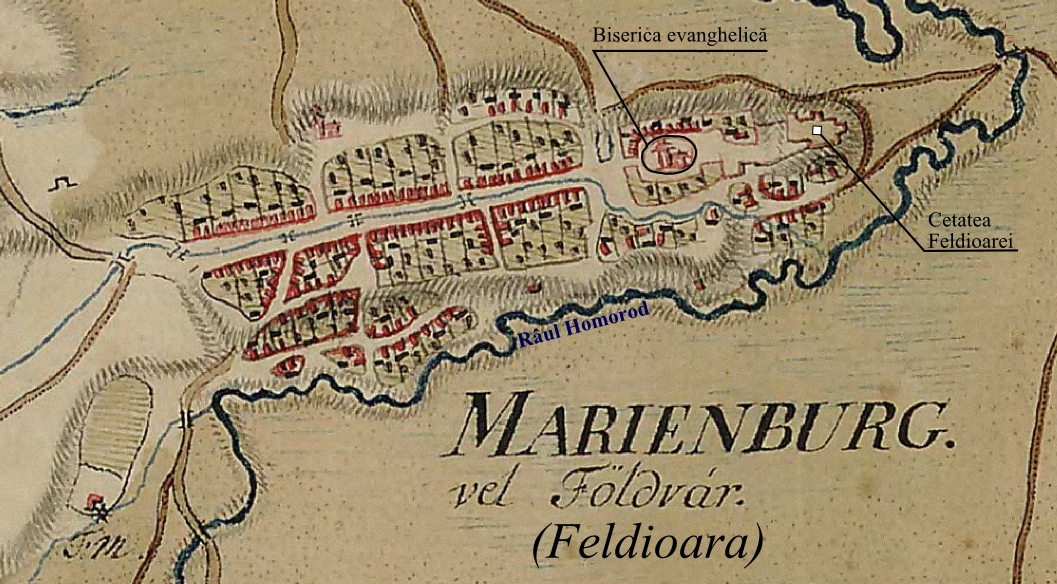
Feldioara în harta iozefină a Transilvaniei
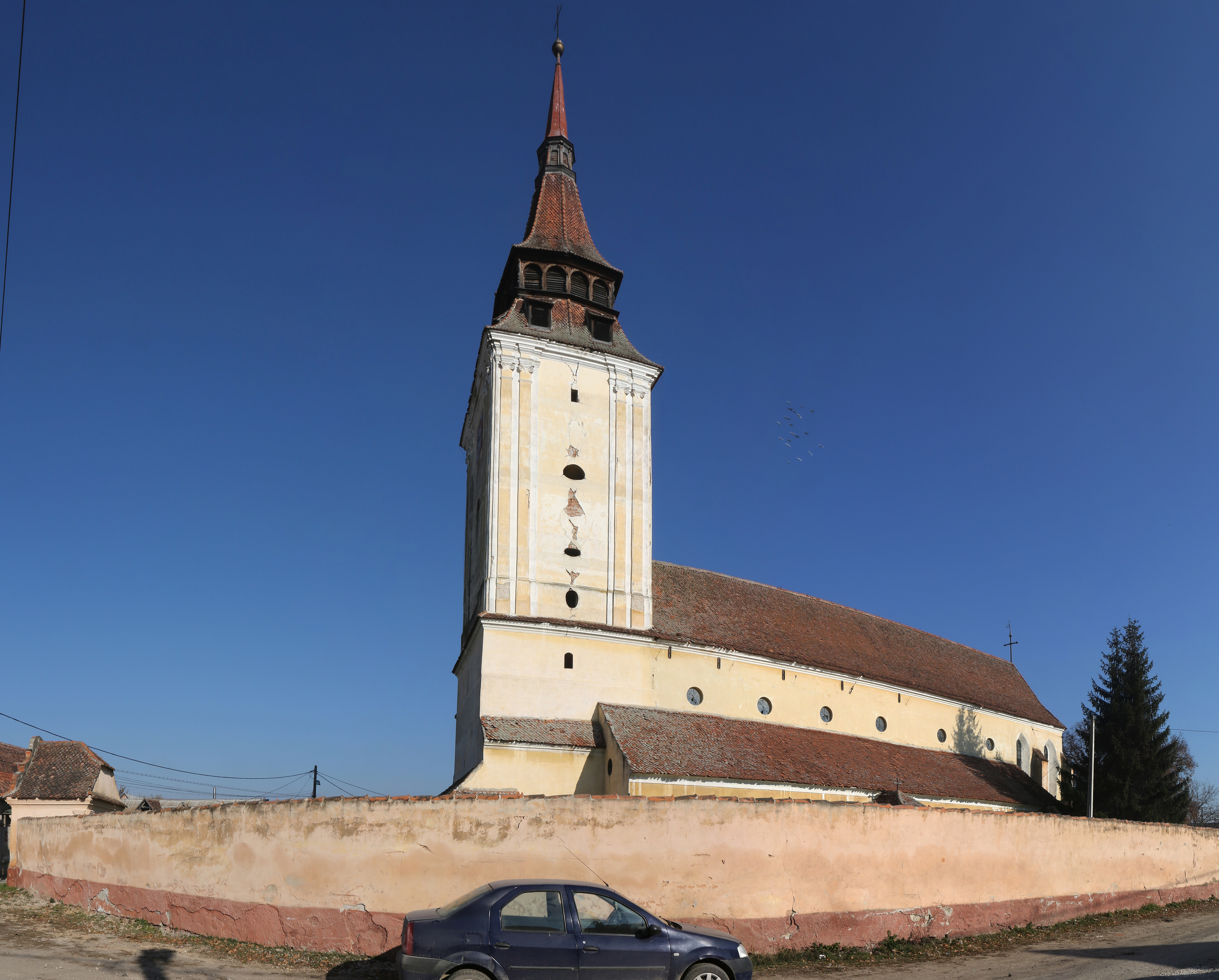
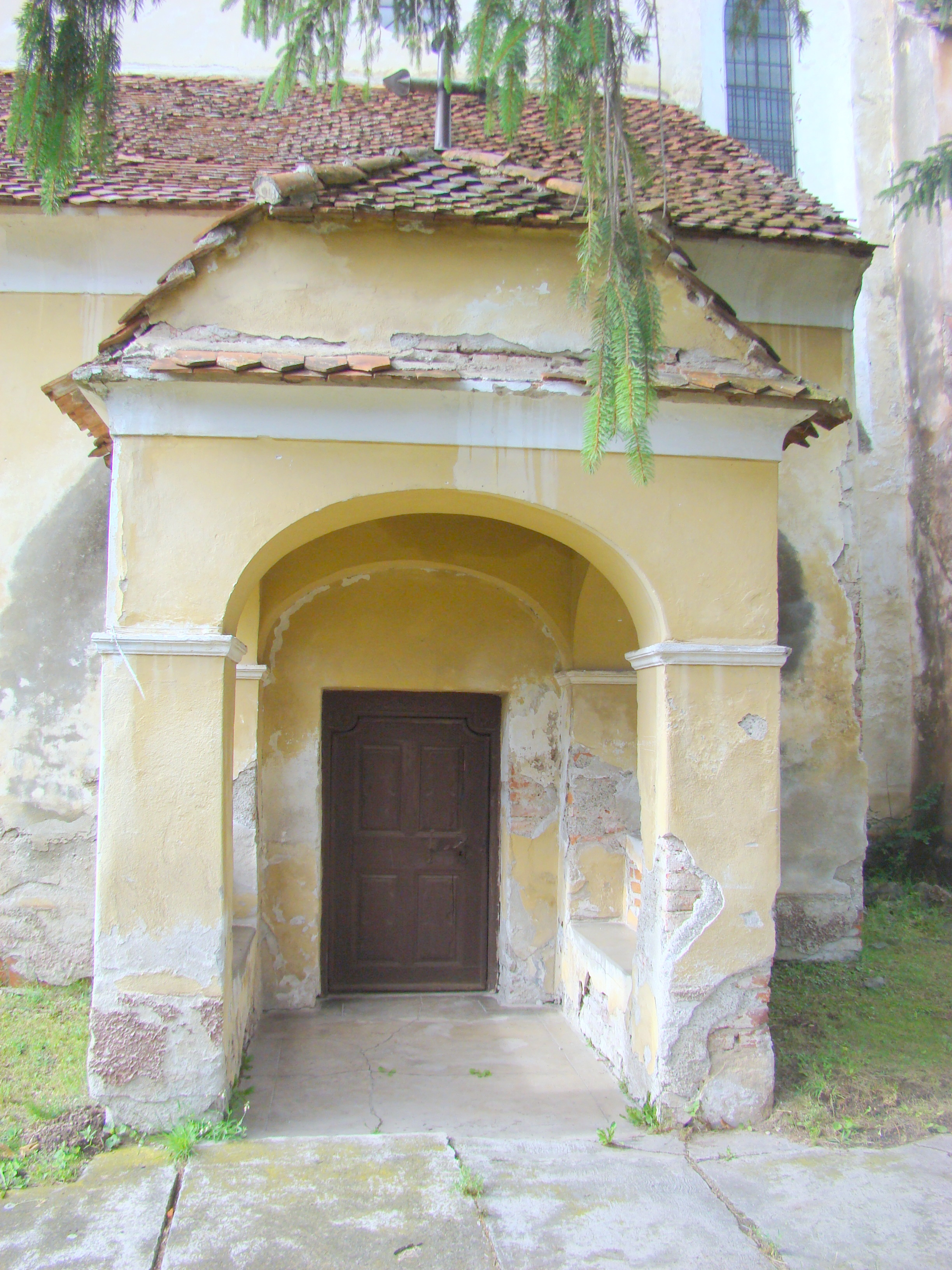
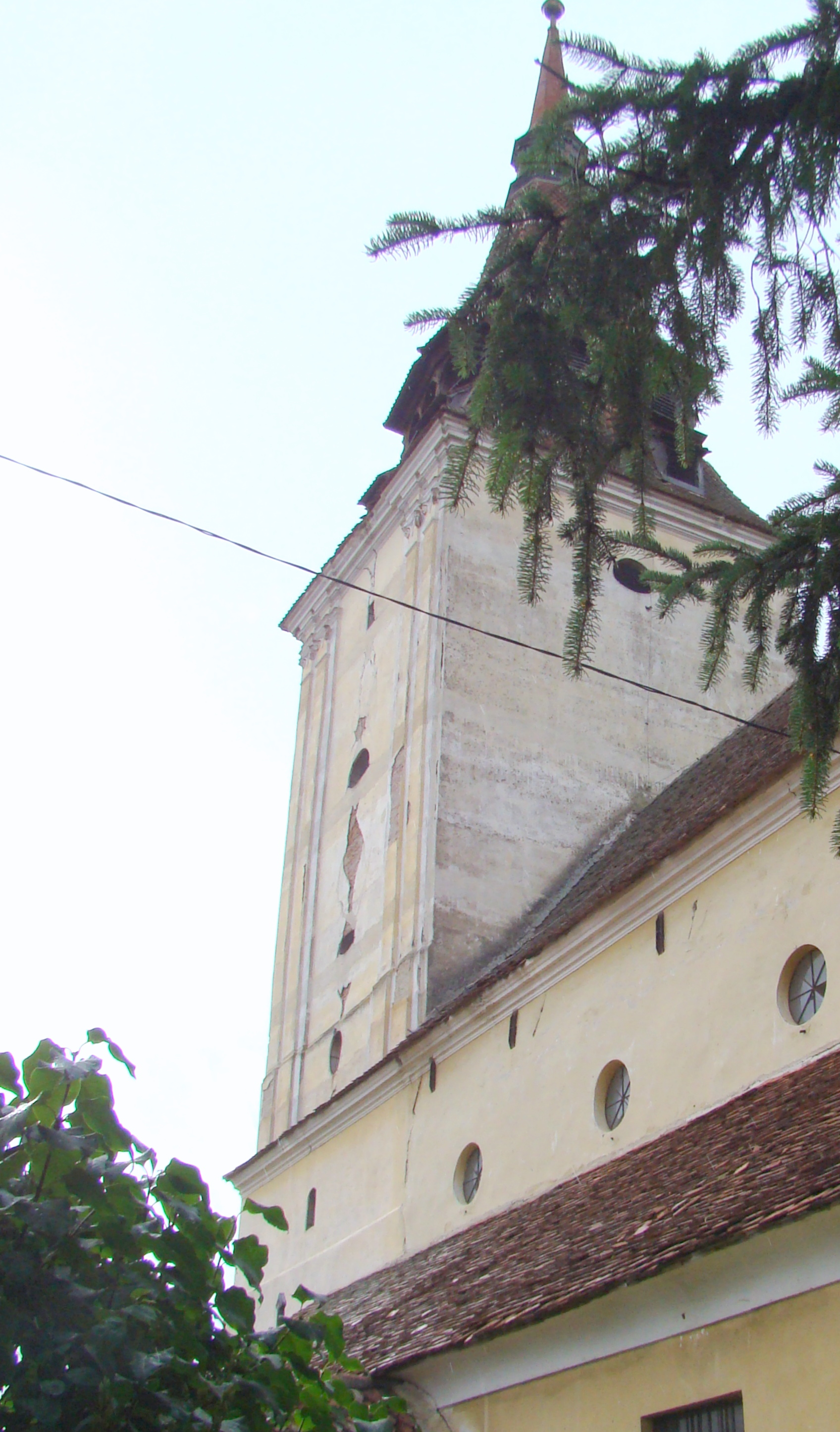
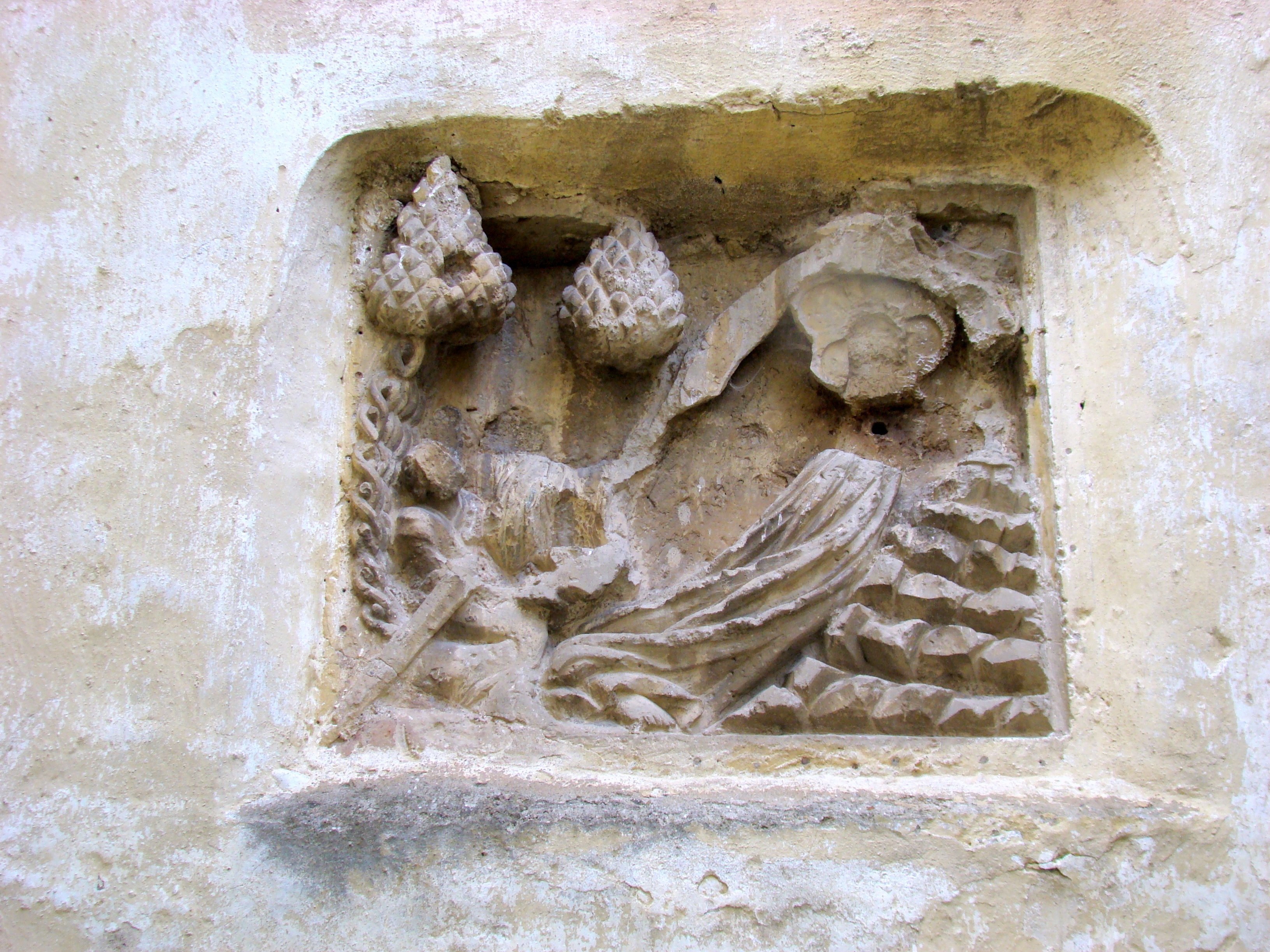
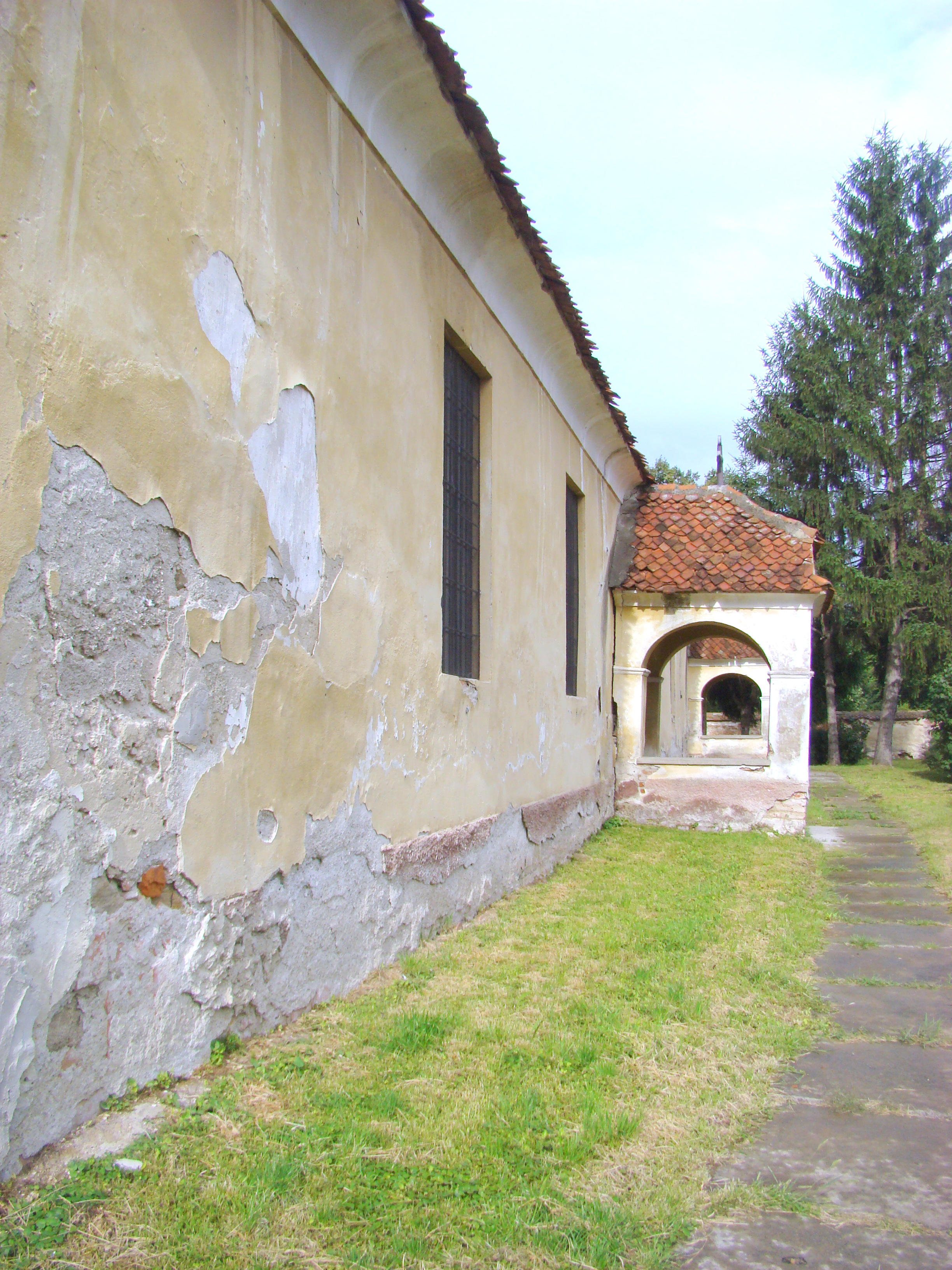
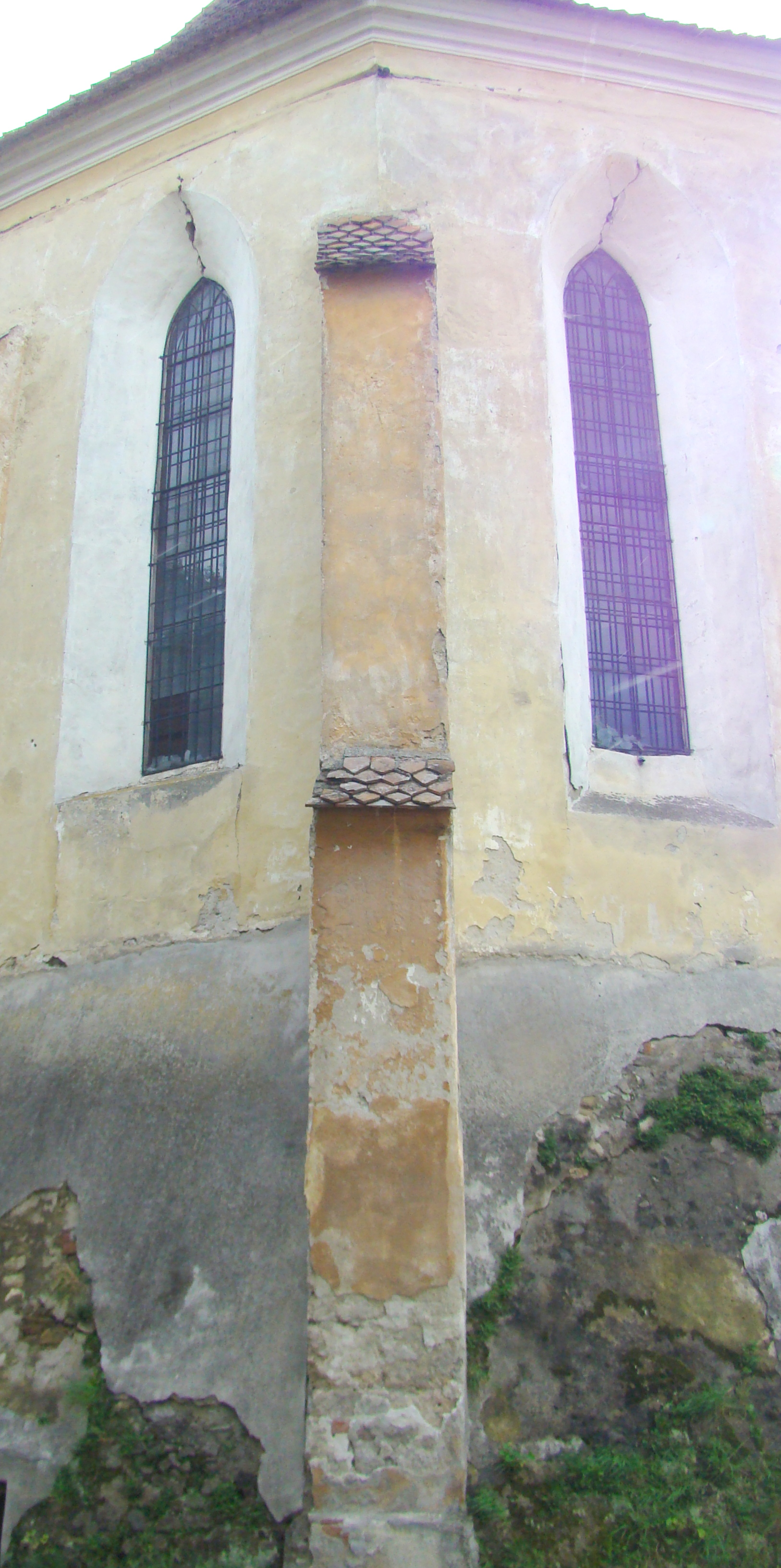
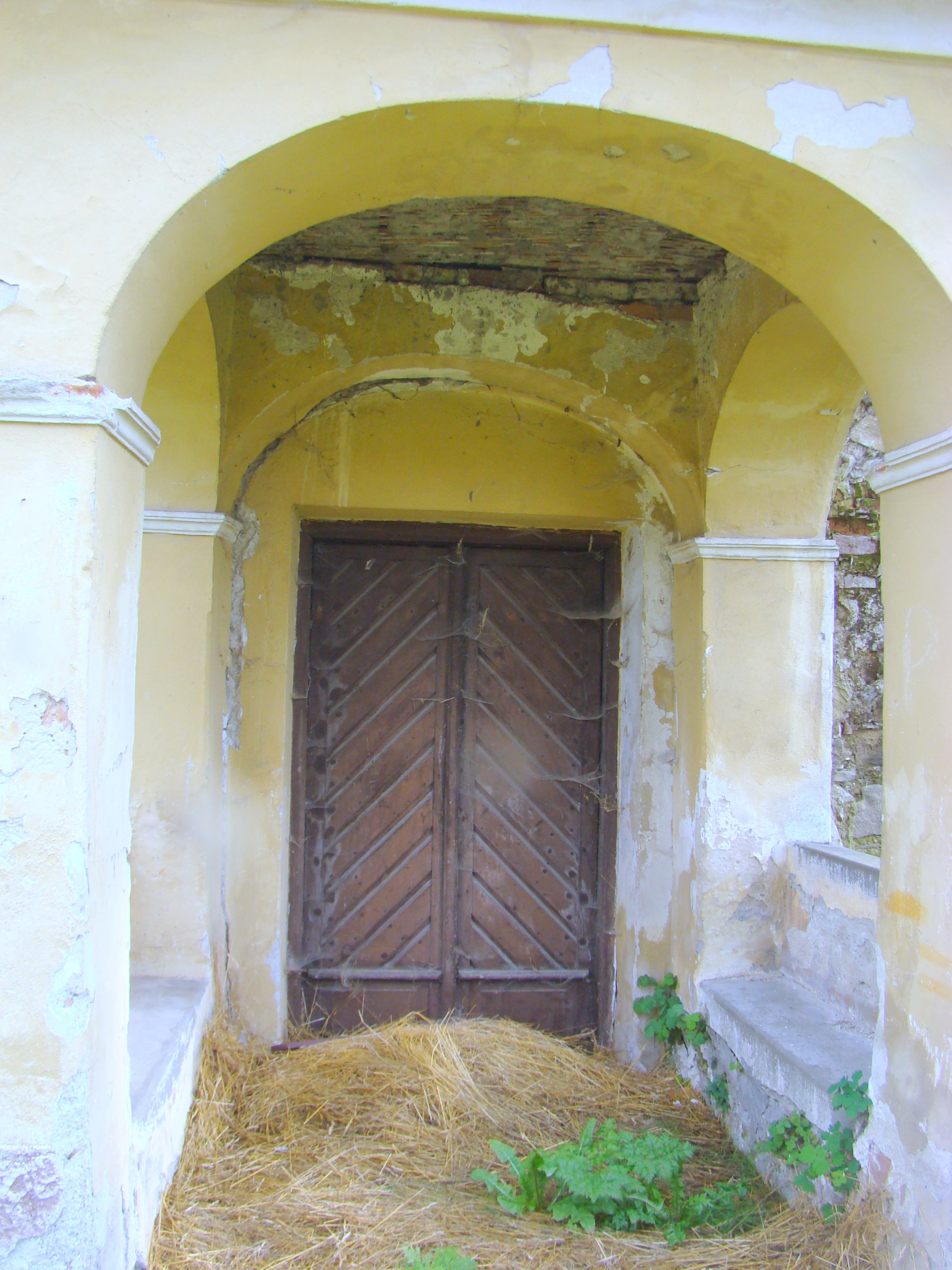
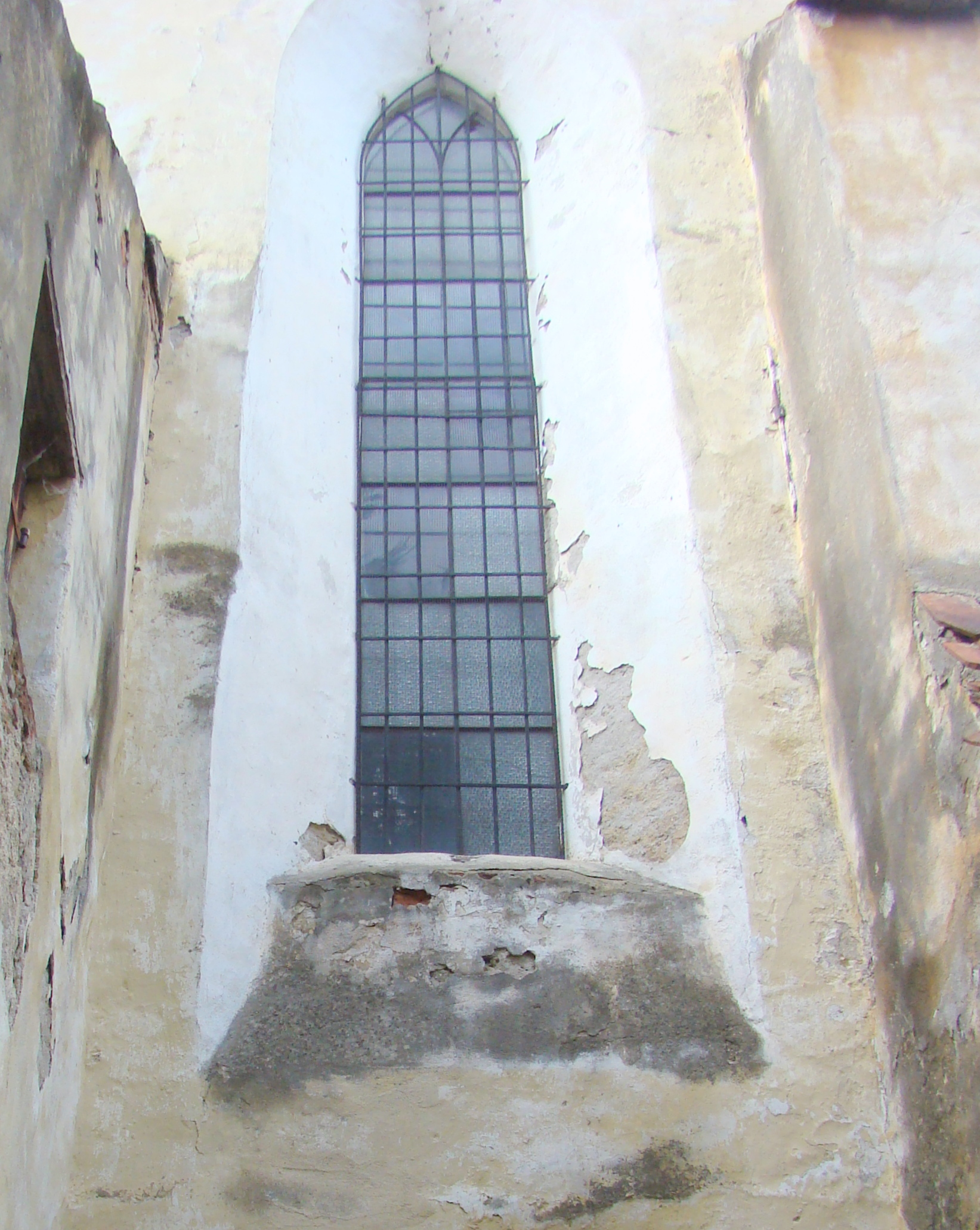
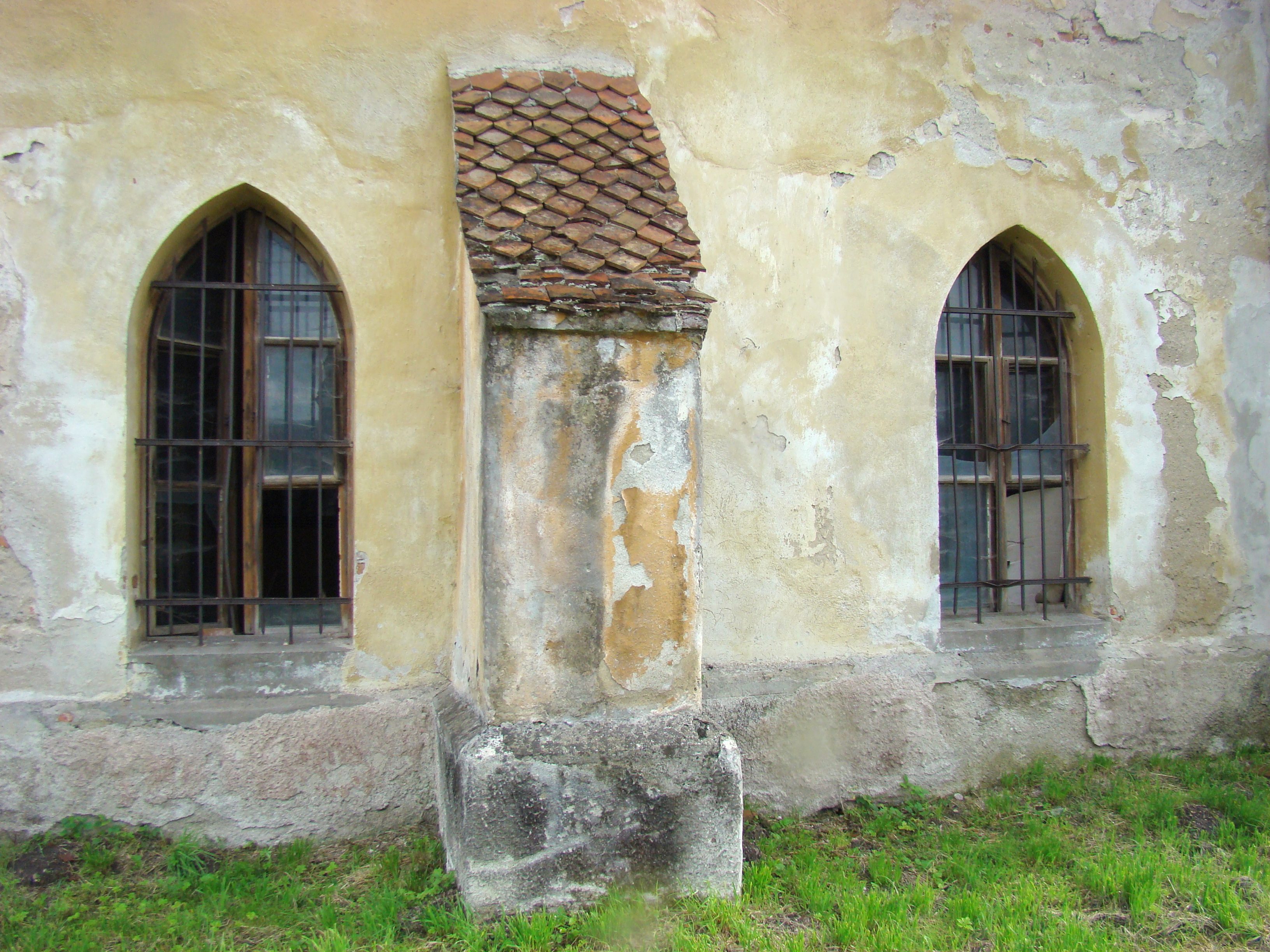
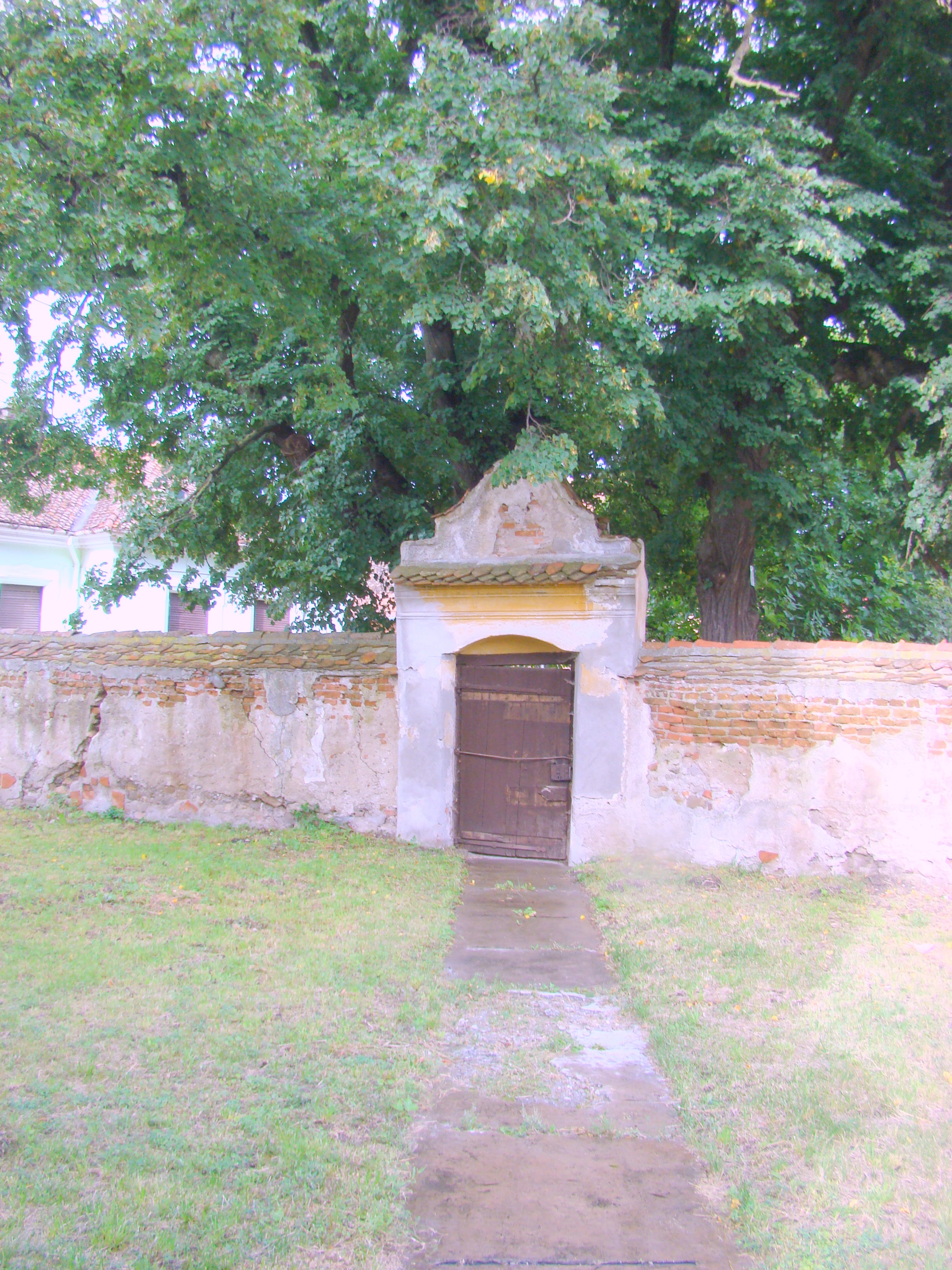
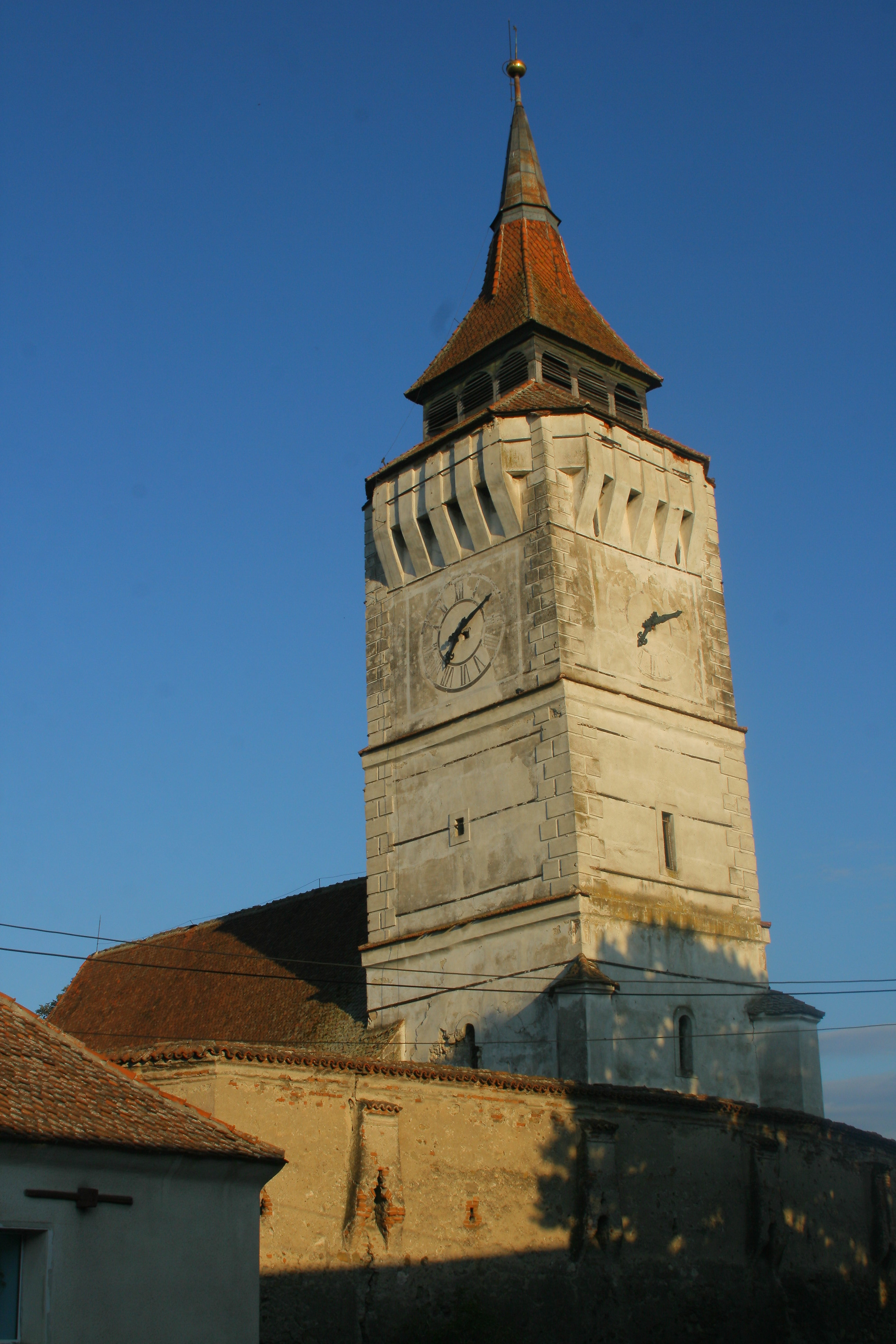

## Imagini din interior

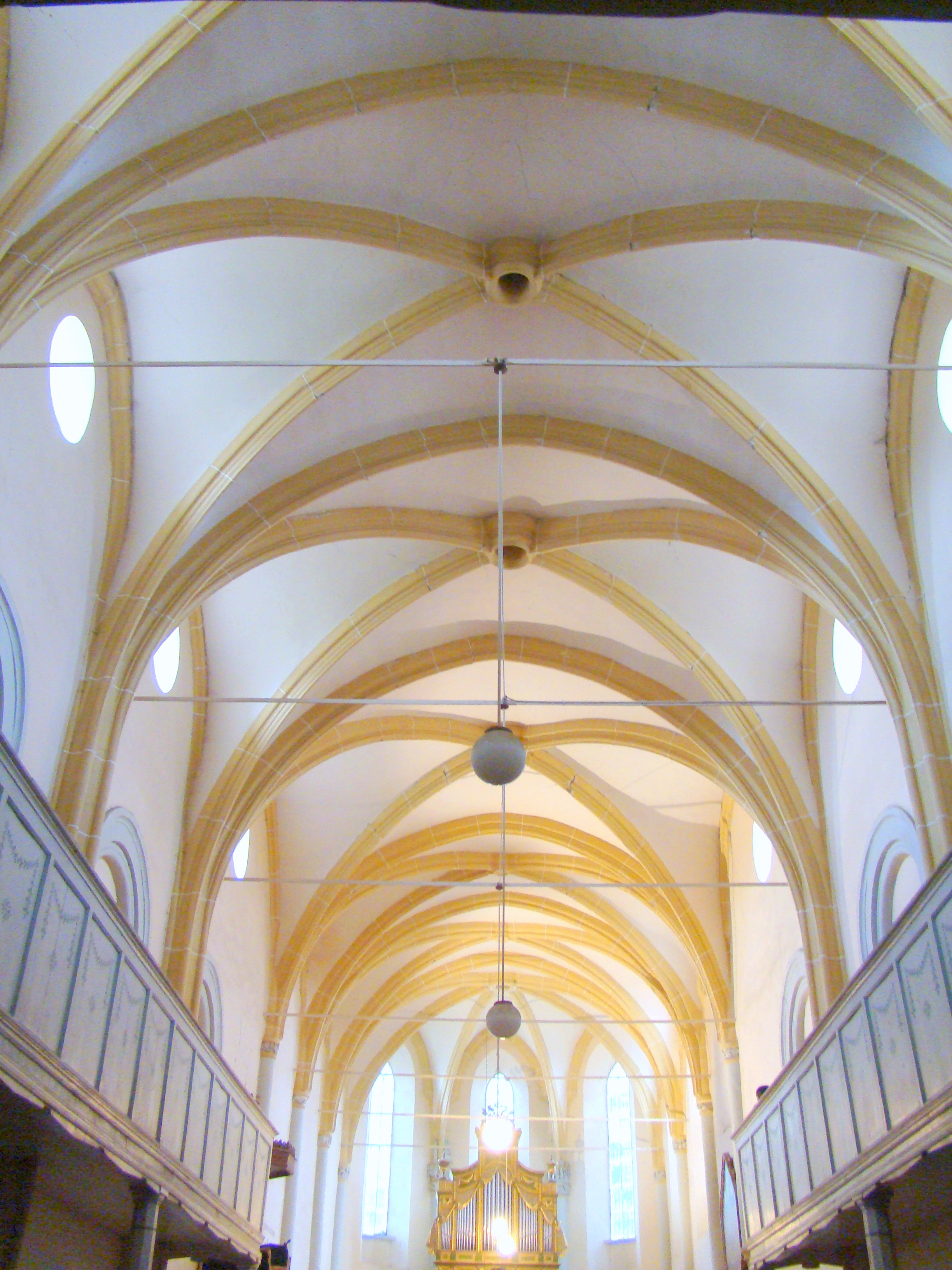
Bolta gotică care s-a păstrat până în zilele noastre
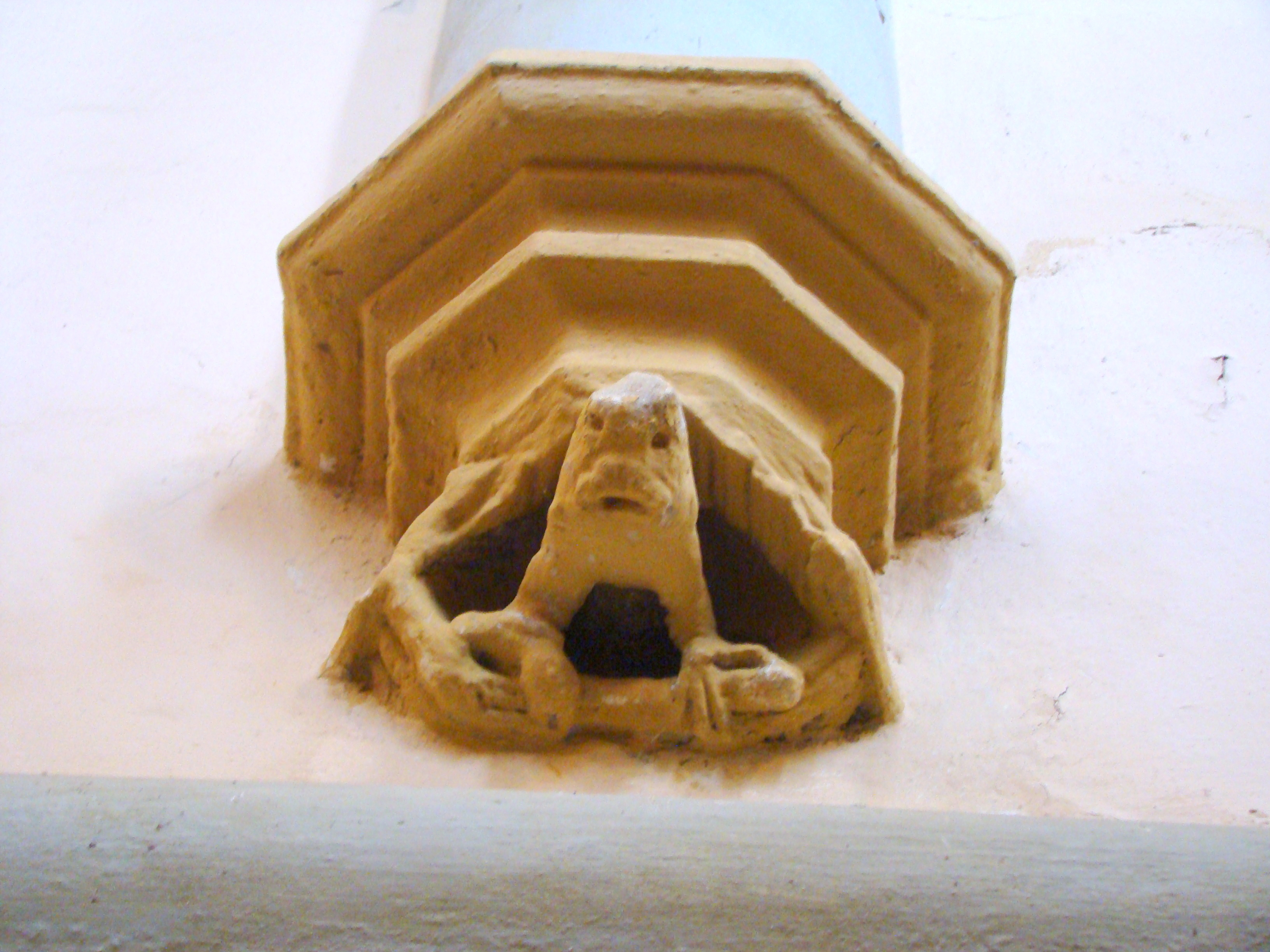
În corul bisericii se remarcă, prin fineţea lor, capitelurile şi consolele reprezentând figuri mitologice, profane
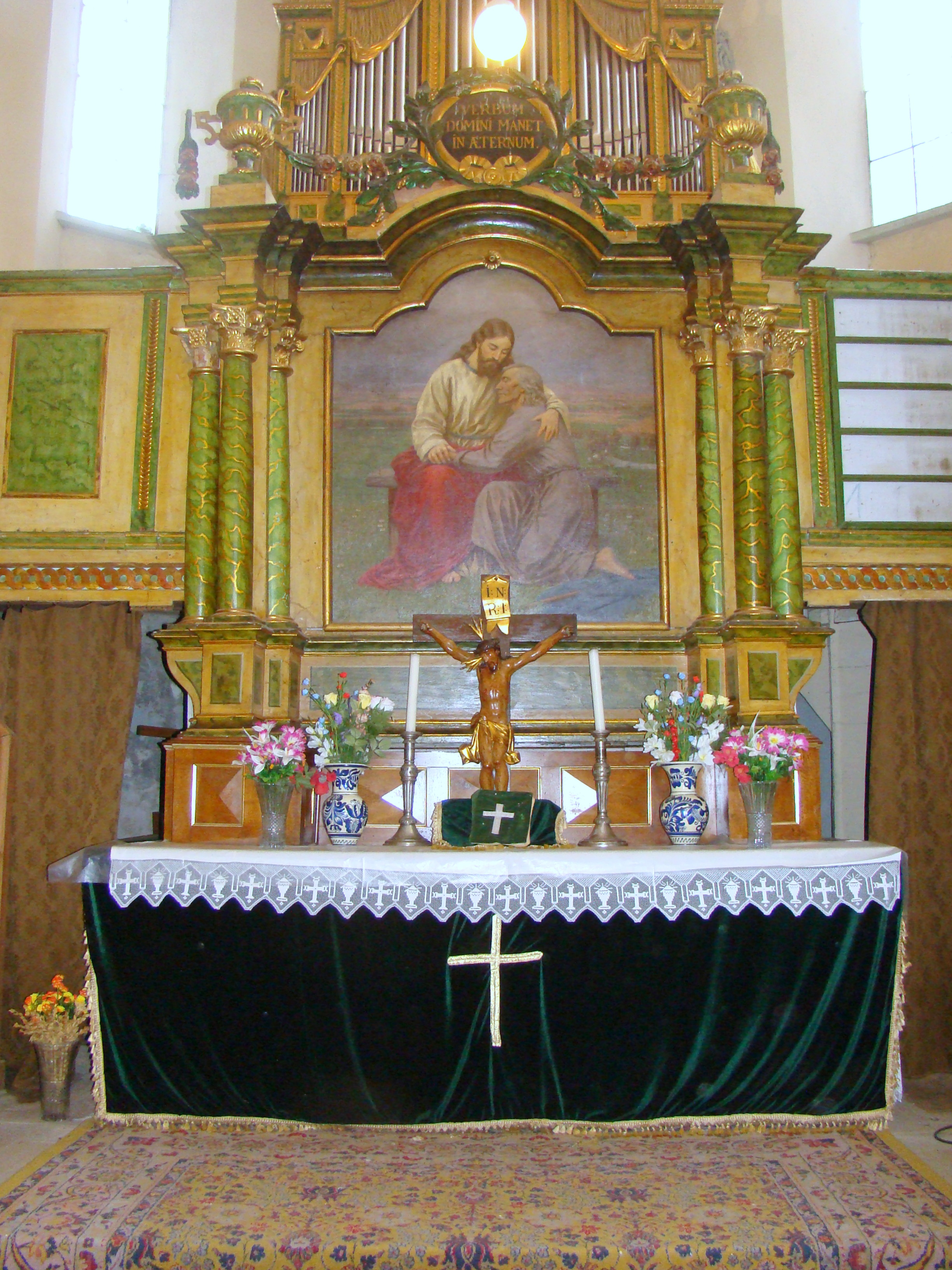
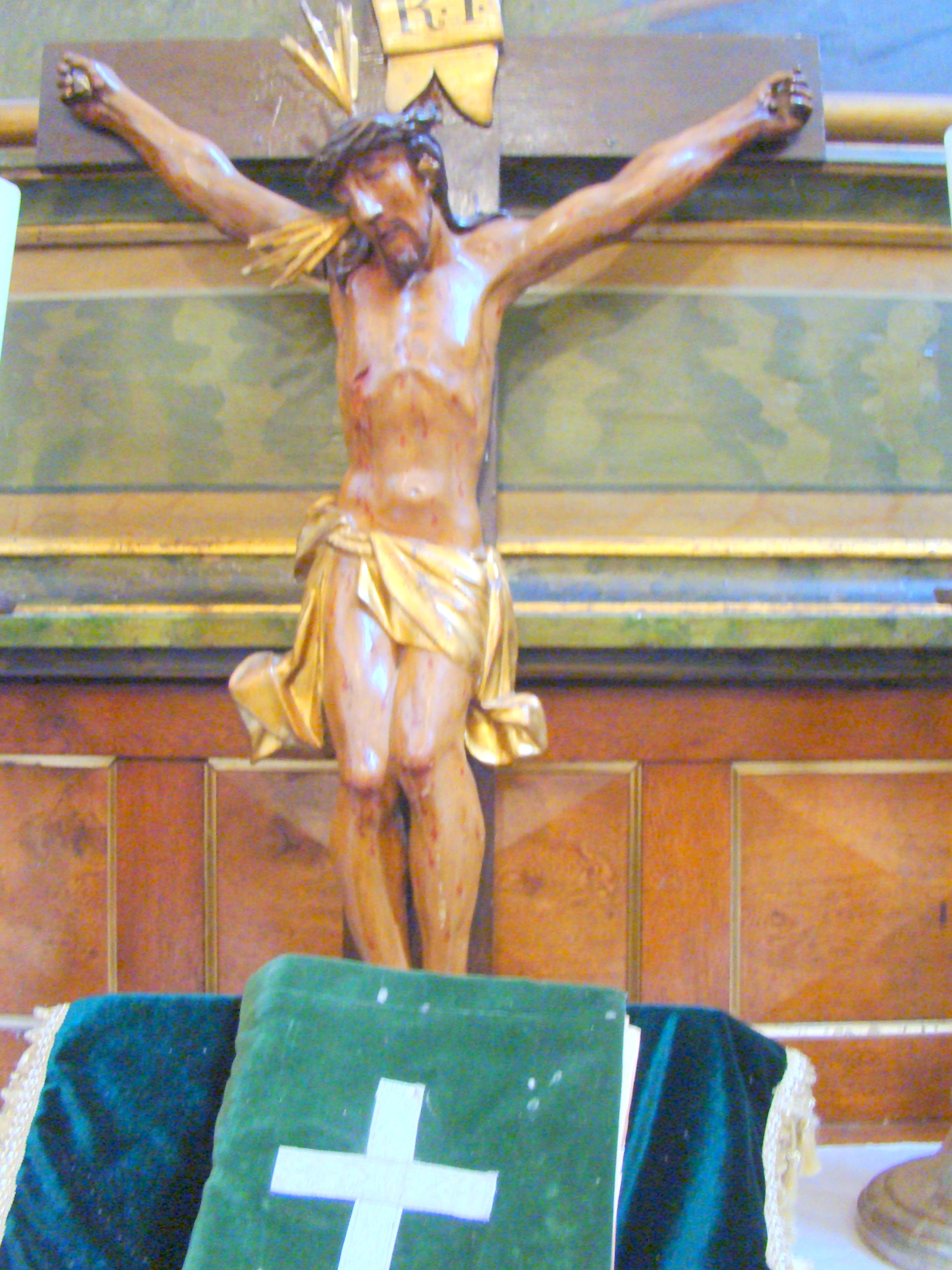
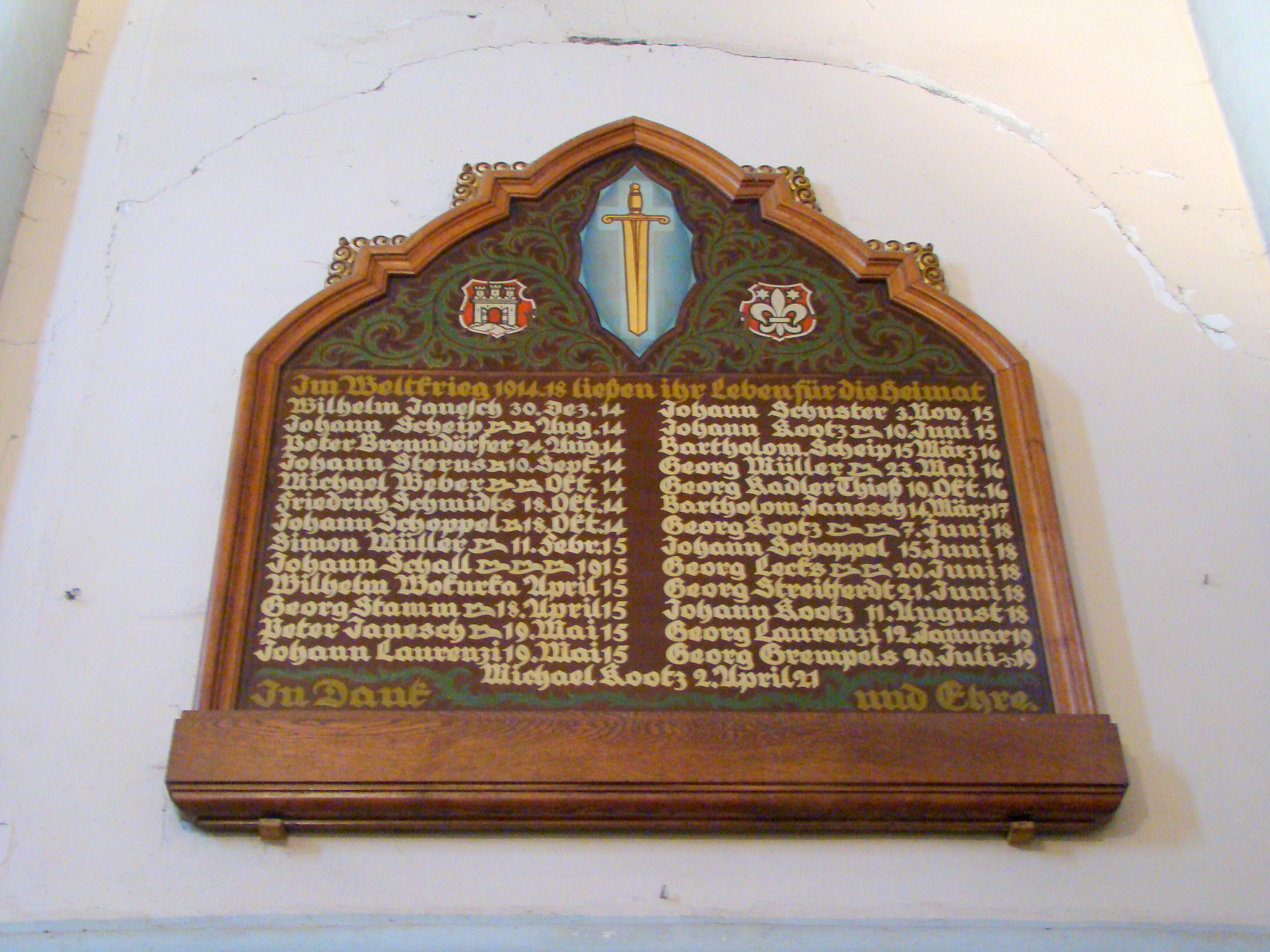
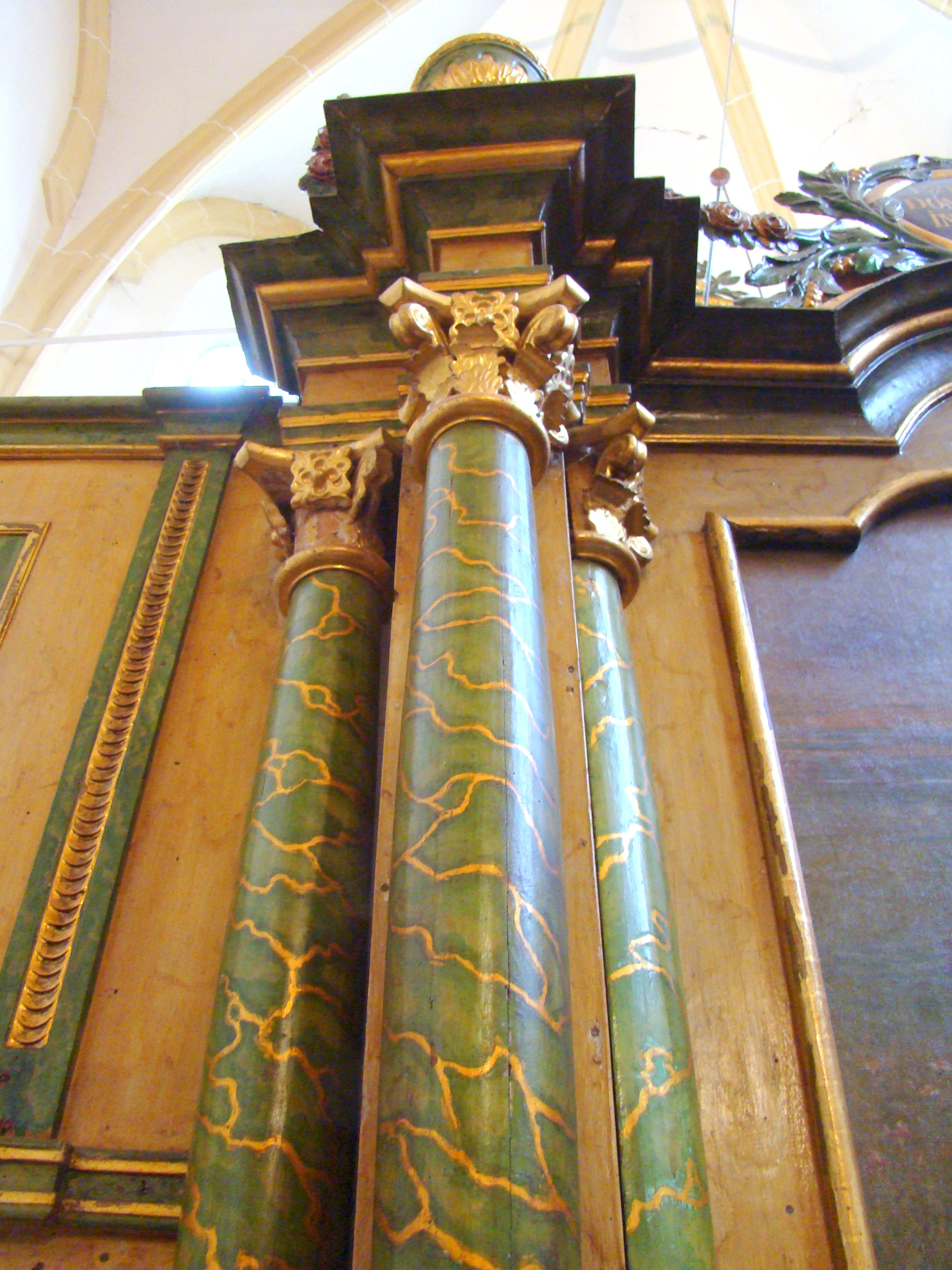
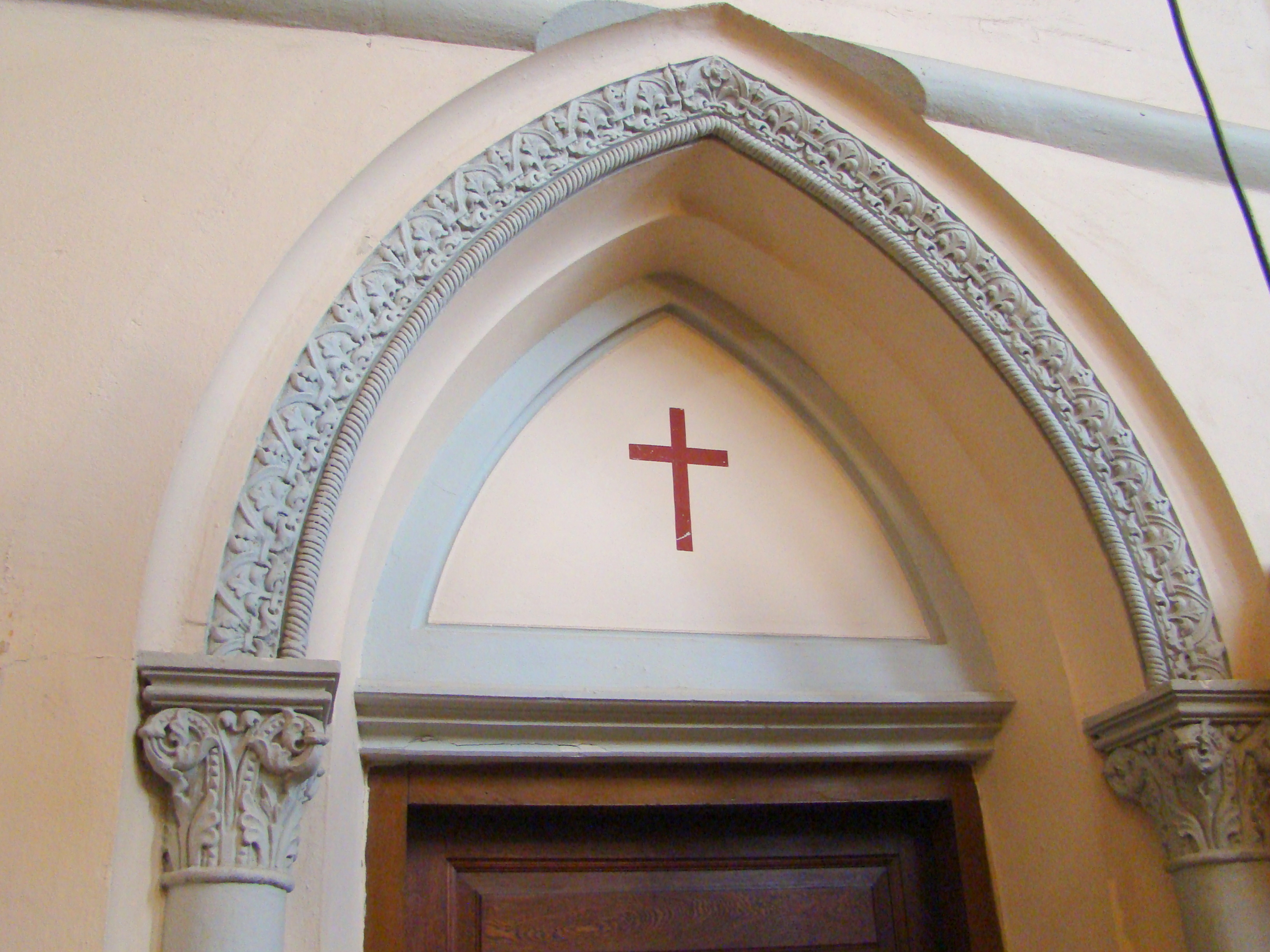
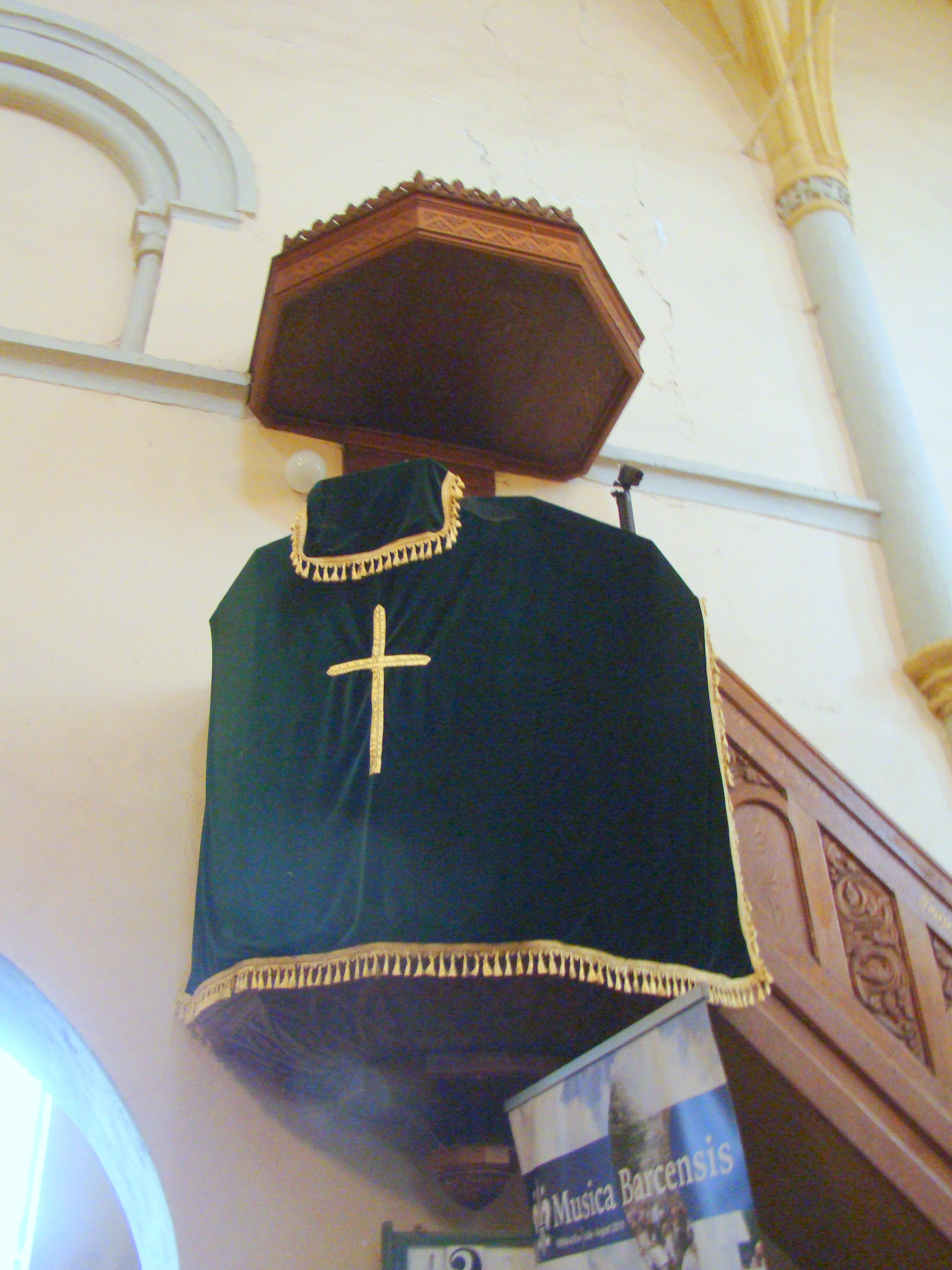
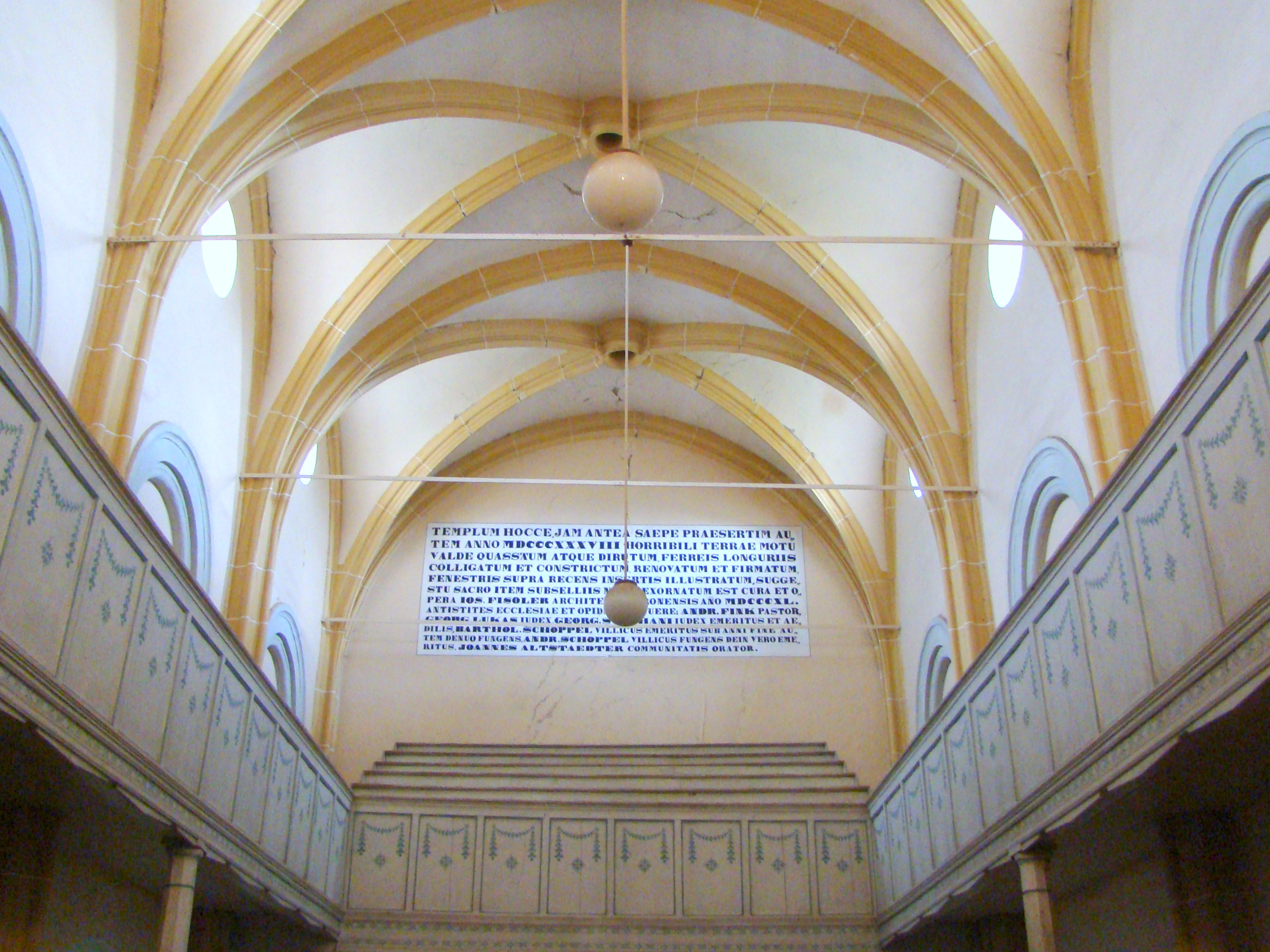
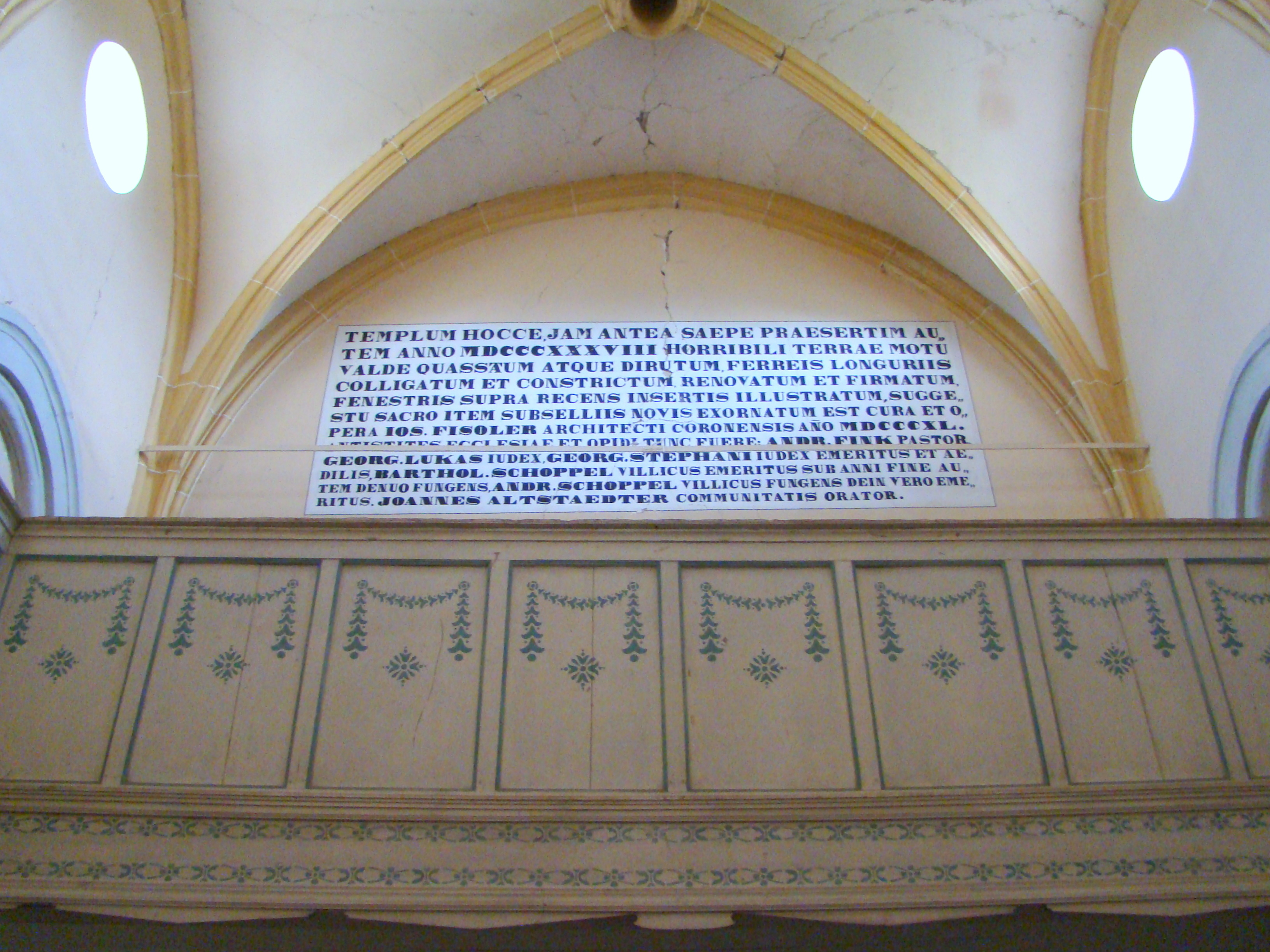
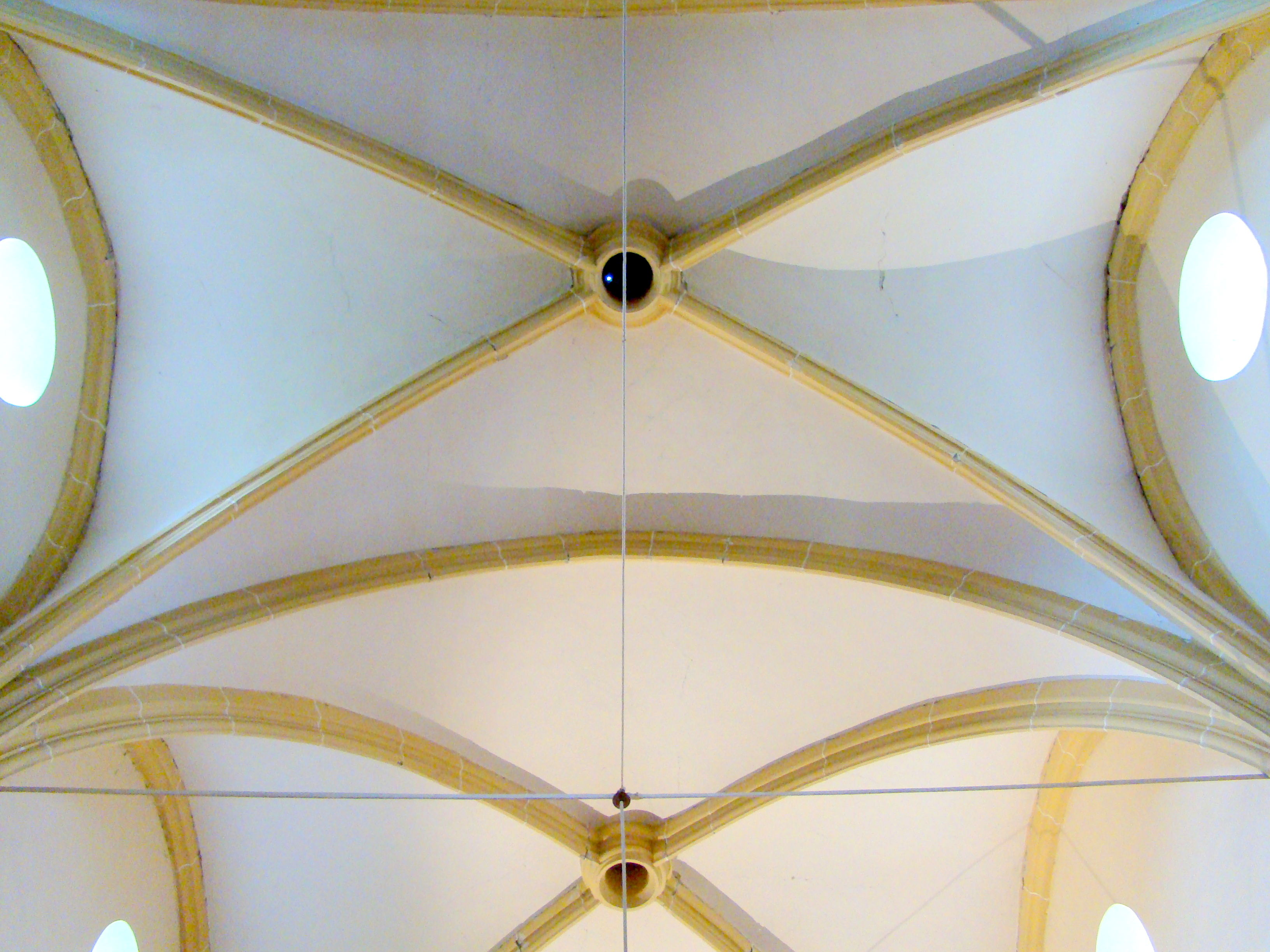
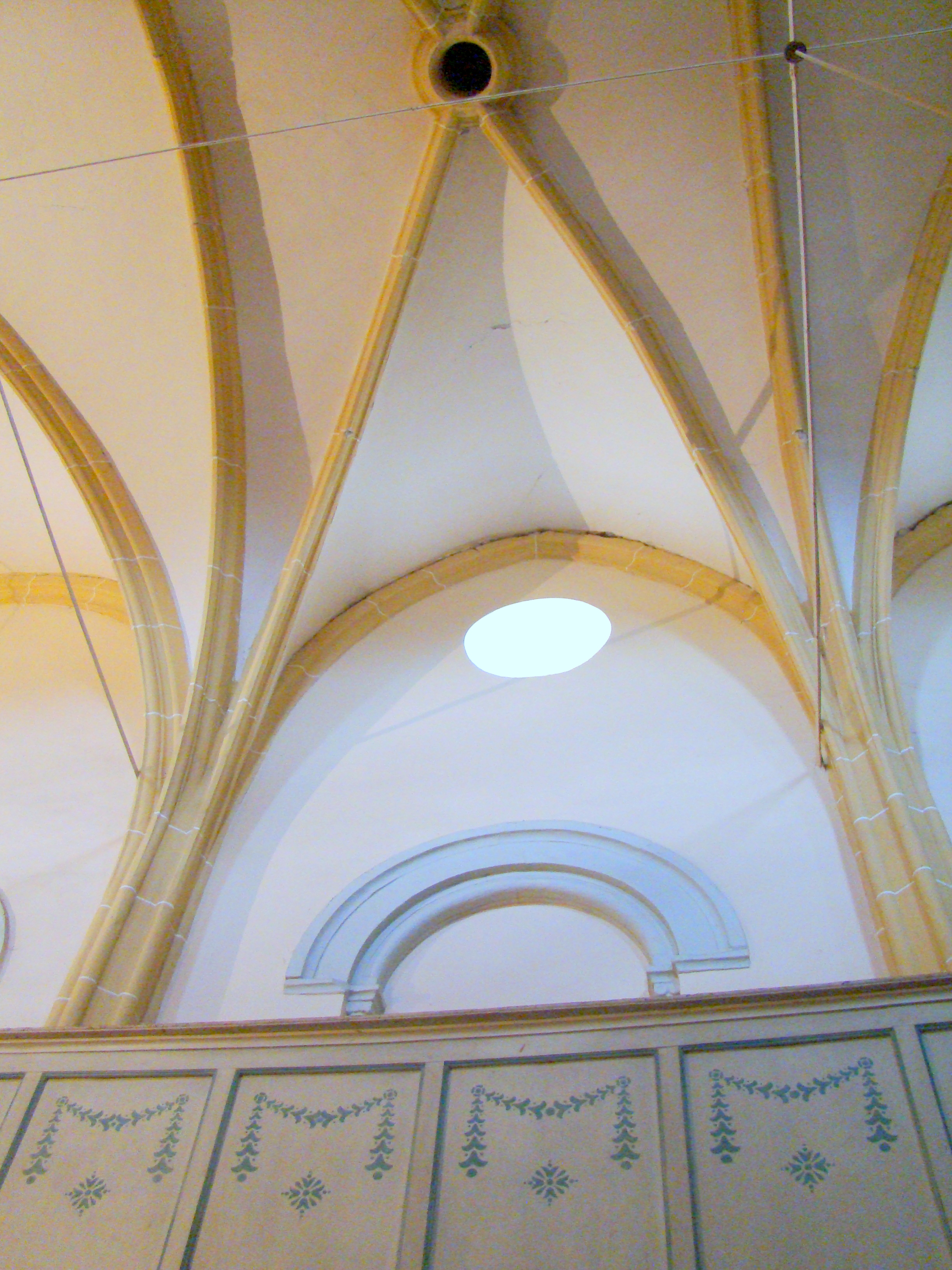
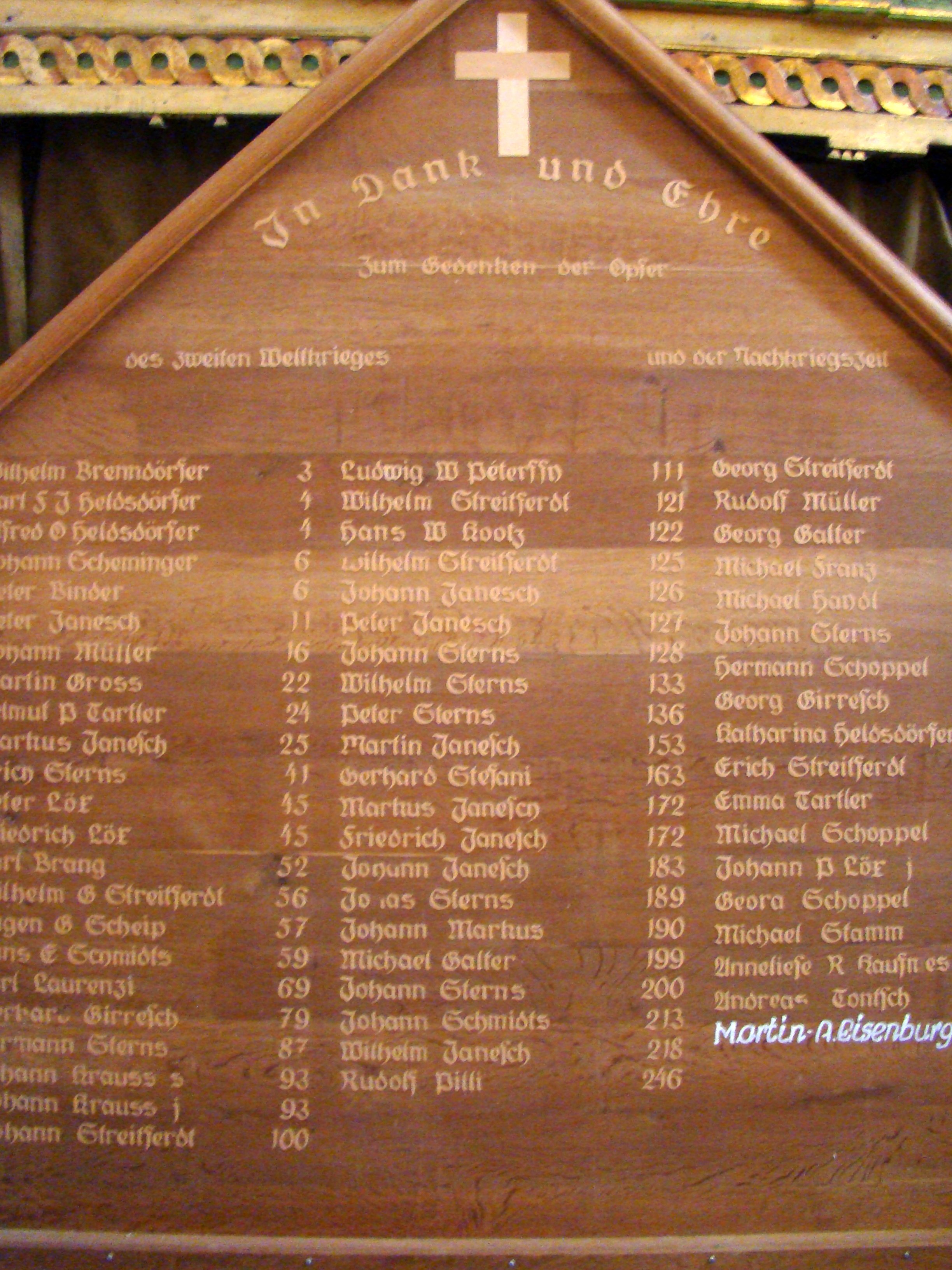
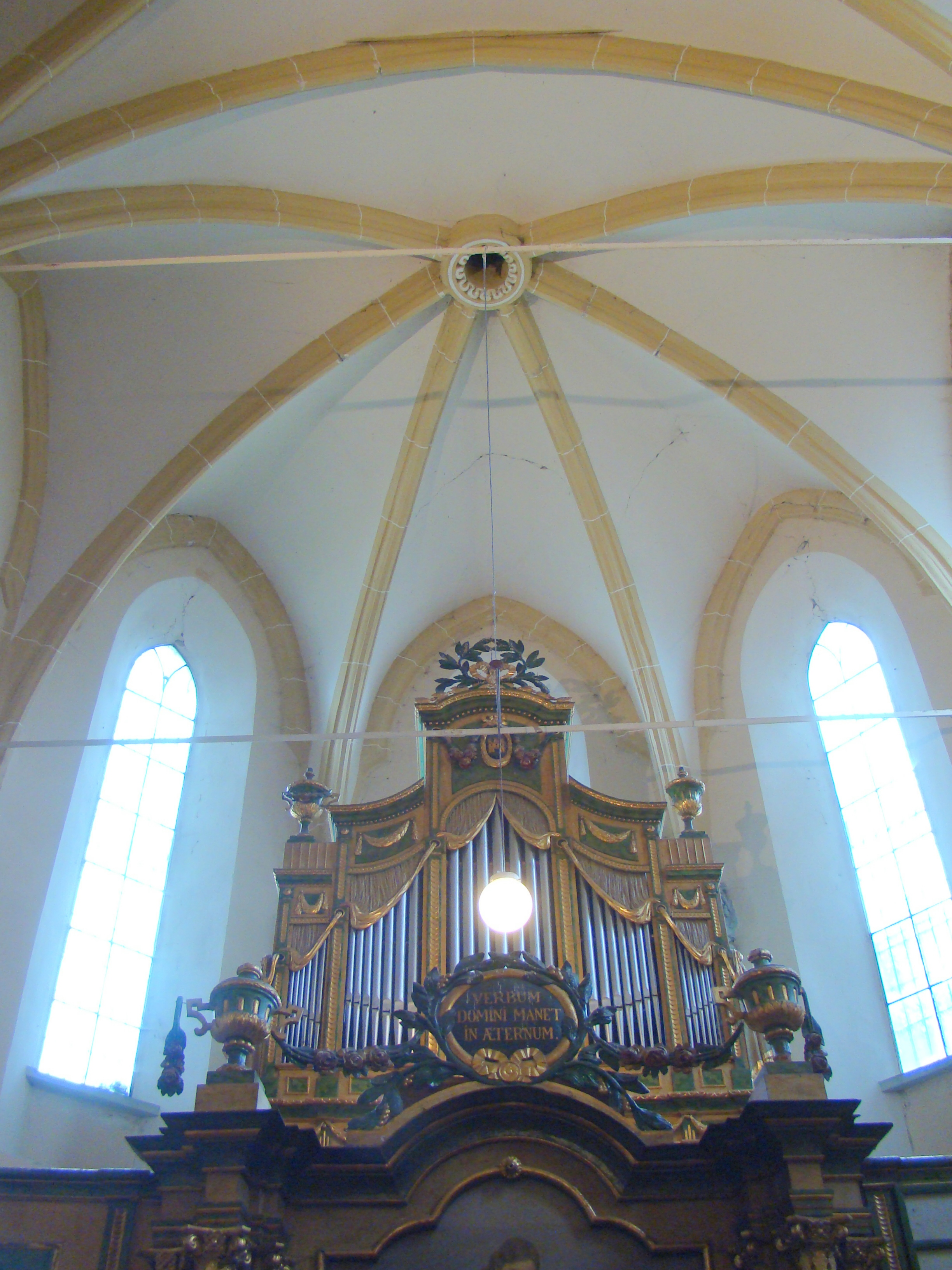
Orga bisericii  construită de Johannes Prause în anul 1799
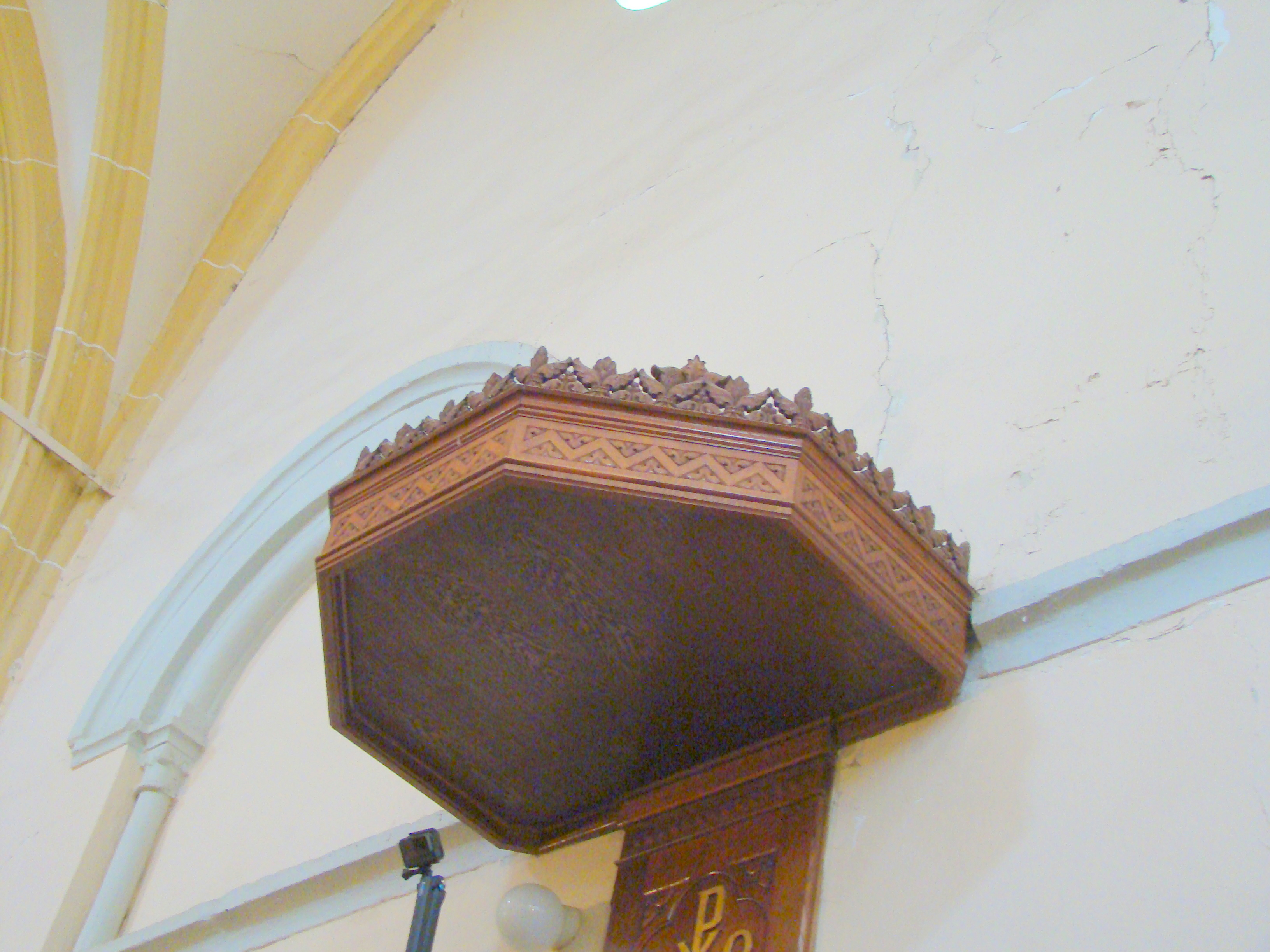
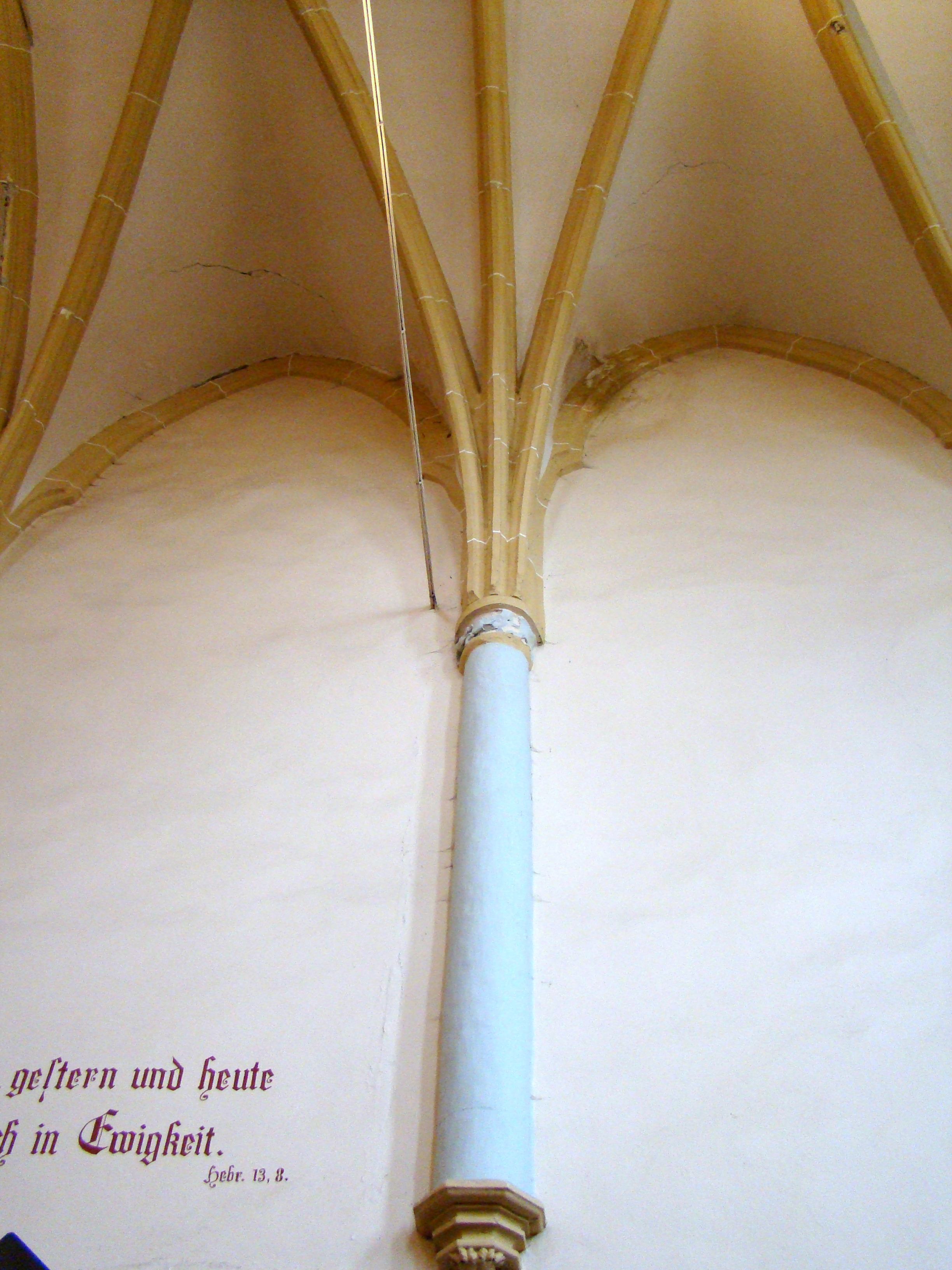
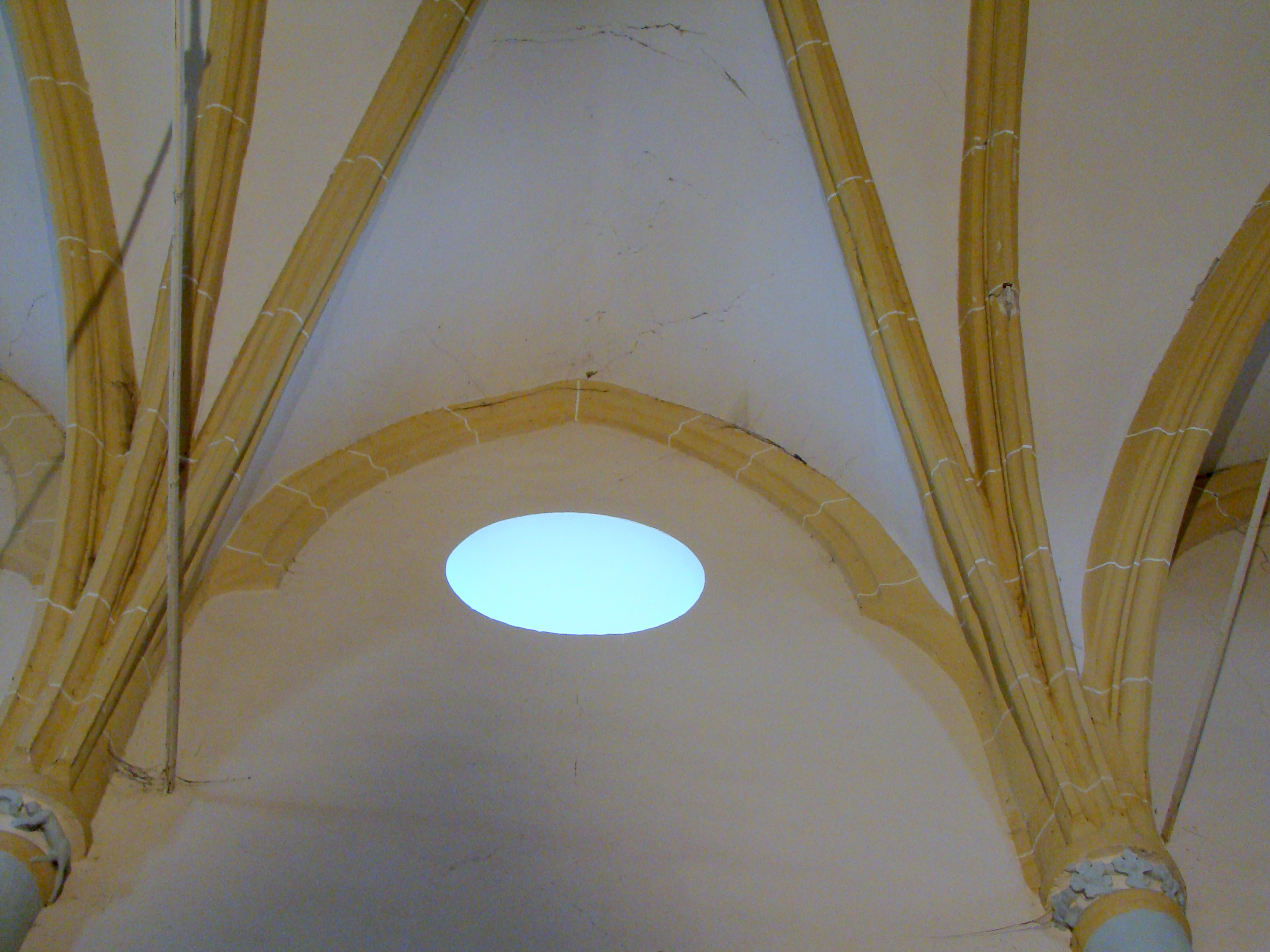
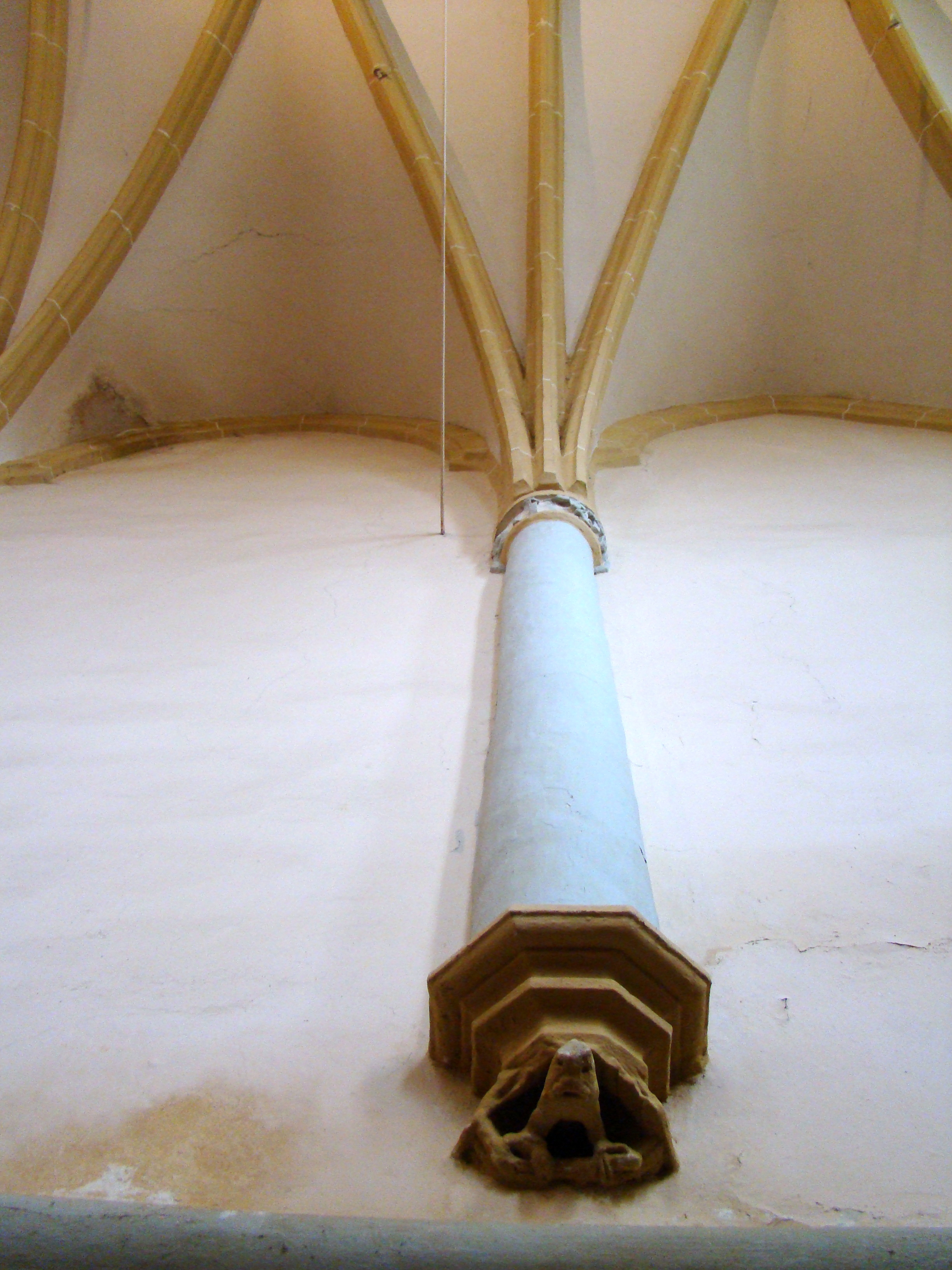
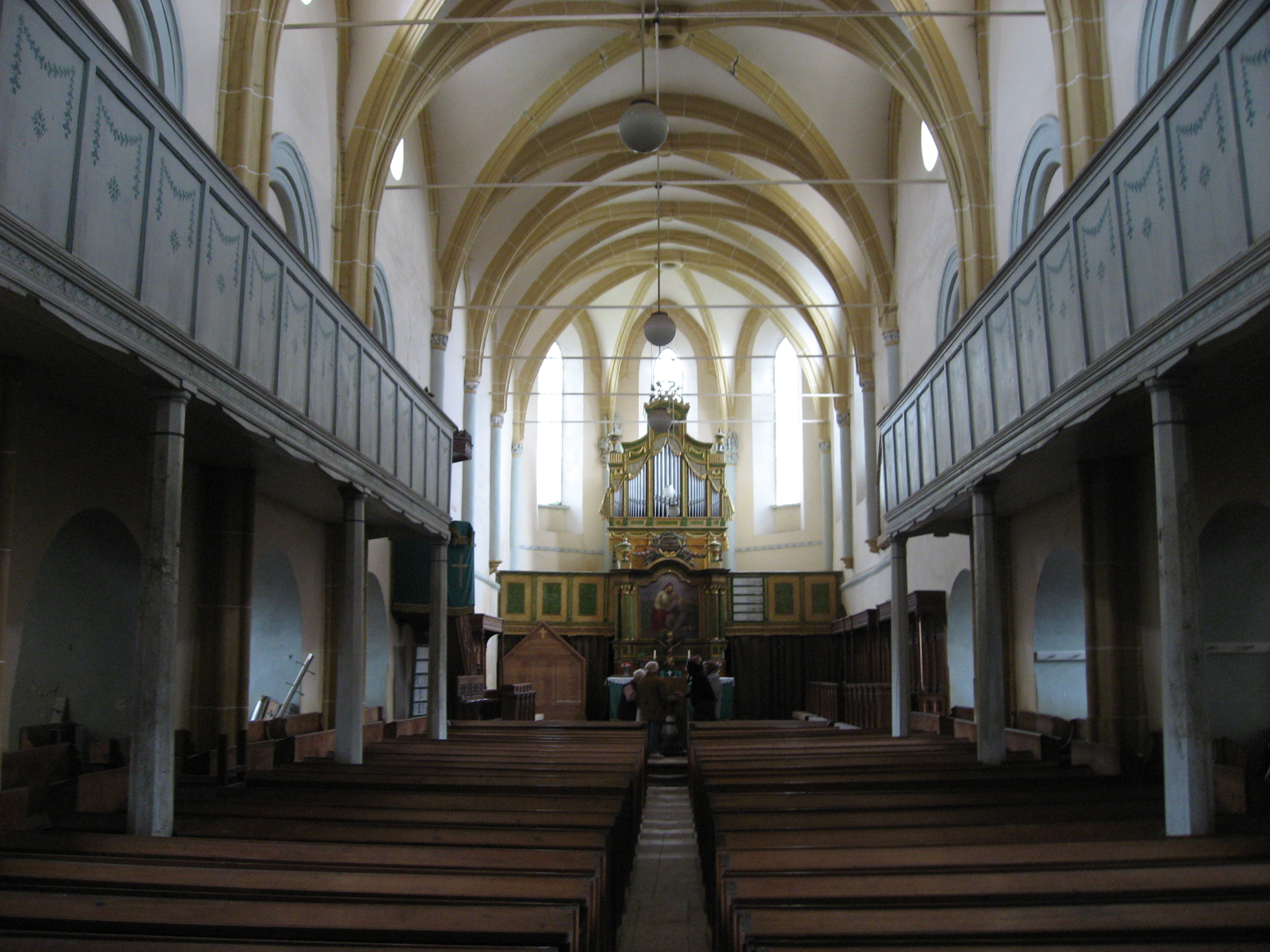
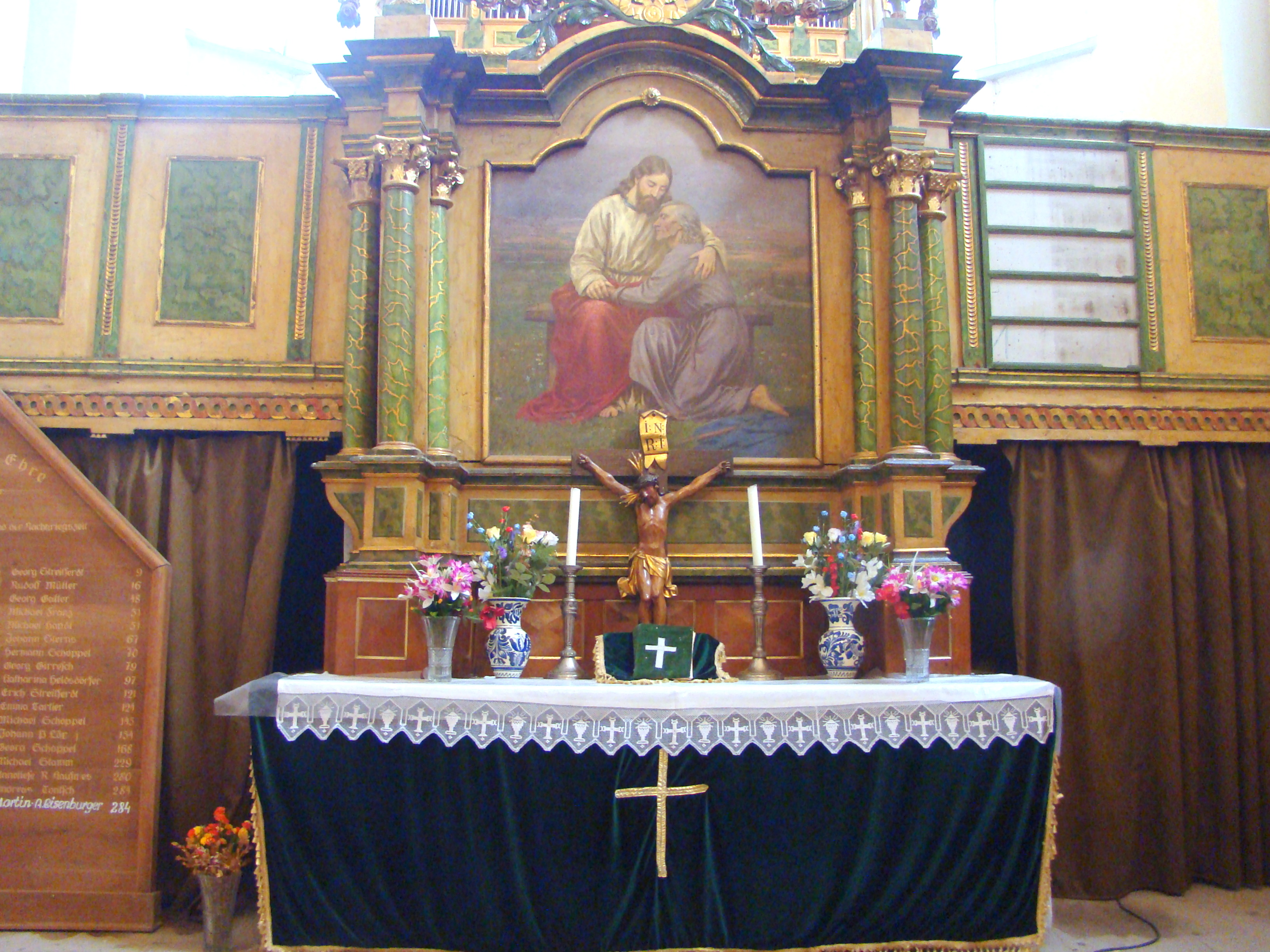